# Israel beim Eurovision Song Contest
Teilnehmende Rundfunkanstalt
(1973 bis 2017)
(Seit 2018)
Erste Teilnahme
1973
Anzahl der Teilnahmen
47 (Stand 2025)
Höchste Platzierung
1 (1978, 1979, 1998, 2018)
Höchste Punktzahl
529 (2018)
Niedrigste Punktzahl
4 (1993, 2006)
Punkteschnitt (seit erstem Beitrag)
78,02 (Stand 2019)
Punkteschnitt pro abstimmendem Land im 12-Punkte-System
2,50 (Stand 2019)
Dieser Artikel befasst sich mit der Geschichte Israels als Teilnehmer am Eurovision Song Contest.

## Regelmäßigkeit der Teilnahme und Erfolge im Wettbewerb

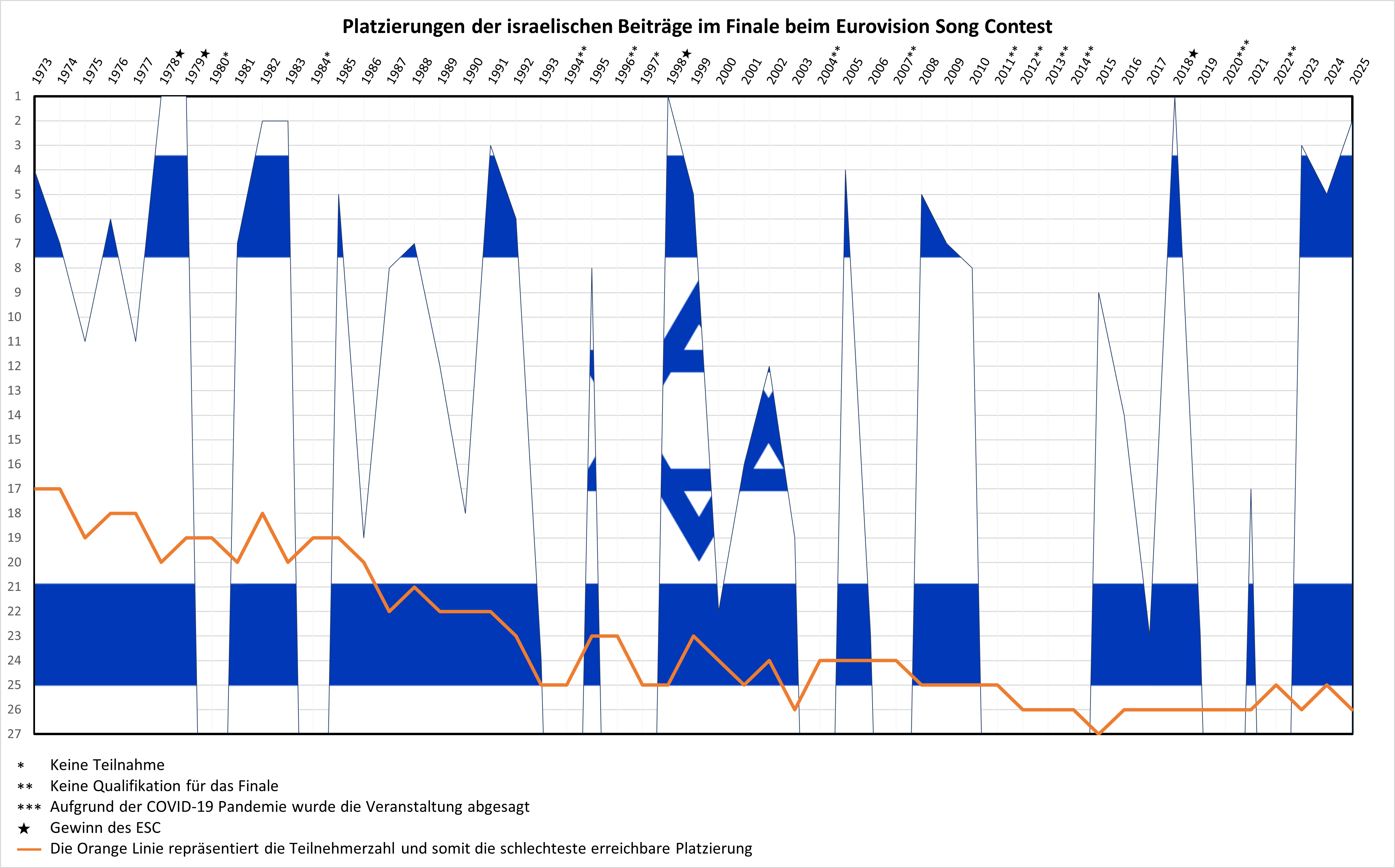
Platzierungen Israels im Finale (Stand 2025)

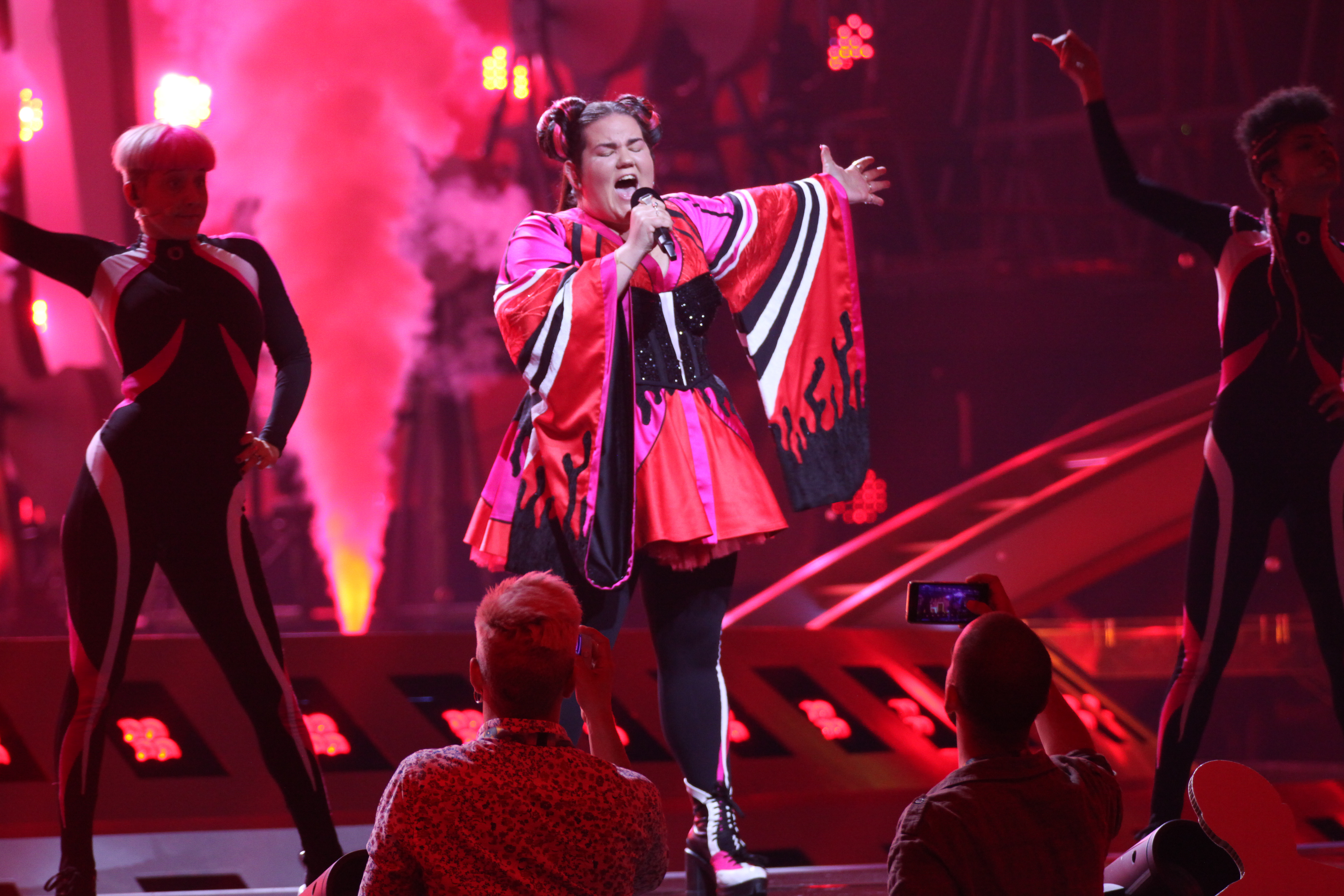
Netta, Siegerin 2018

Als erstes außereuropäisches Land debütierte Israel im Jahr 1973 beim Eurovision Song Contest. Das Debüt war dabei ziemlich erfolgreich: das Land belegte Platz 4 von 17 im Finale. Auch 1974 erreichte das Land mit Platz 7 sowie 1976 mit Platz 6 zwei weitere Platzierungen in der vorderen Tabellenhälfte. 1975 und 1977 hingegen wurde je mit Platz 11 ein durchschnittlicher Platz erreicht. Bei der sechsten Teilnahme 1978 siegte Israel dann erstmals. Yizhar Cohen & The Alpha-Beta gewannen den Wettbewerb und holten mit 157 Punkten eine neue Höchstpunktzahl. 1979, als Israel den Wettbewerb erstmals austrug, erreichten Gali Atari & Milk and Honey erneut Platz 1, womit Israel den Wettbewerb zum zweiten Mal in Folge gewann. 1980, als Israel eigentlich zur Austragung berechtigt war, sollte der Wettbewerb an Jom haZikaron, dem Gedenktag an die gefallenen israelischen Soldaten und Opfer des Terrorismus, stattfinden. Deswegen zog sich das Land 1980 vom Wettbewerb erstmals zurück. Aus diesem Grund ist Israel bis heute auch das einzige Land, das seinen Sieg im Folgejahr nicht verteidigen konnte. 1981 kehrte das Land dann allerdings schon wieder zurück.
Hakol Over Habibi holten 1981 bei der Rückkehr mit Platz 7 eine weitere Platzierung unter den besten Zehn. 1982 und 1983 war Israel dann erneut sehr erfolgreich und erreichte jeweils Platz 2. 1984 zog sich das Land dann erneut vom Wettbewerb zurück. Als Grund wurde ein weiterer israelischer Feiertag angegeben. 1985 kehrte das Land aber schon wieder zum Wettbewerb zurück. Yizhar Cohen, der 1978 zusammen mit The Alpha-Beta Israels ersten Sieg holten, holte 1985 mit Platz 5 eine weitere Platzierung für Israel unter den besten Zehn. 1986 erreichte Israel dann sein bis dahin schlechtestes Ergebnis. Moti Giladi & Sarai Tzuriel erreichten nur den vorletzten Platz und mit 7 Punkten Israels bis dahin niedrigste Punktzahl im Wettbewerb. Es war zu dem das erste Mal seit neun Jahren, dass ein israelischer Beitrag nicht in der linken Tabellenhälfte landete. 1987 erreichte das Duo Lazy Bums dann mit Platz 8 aber wieder eine Platzierung unter den besten Zehn. Auch 1988 wurde mit Platz 7 ein weiteres gutes Ergebnis eingefahren. 1989 hingegen wurde mit Platz 12 wieder nur ein durchschnittlicher Platz erreicht. 1990 erreichte Rita mit Platz 18 von 22 dann wieder ein eher schlechteres Ergebnis. 1991 folgte dann ein weiterer Erfolg im Wettbewerb. Das Duo Datz erreichte Platz 3 und damit eine weitere Platzierung unter den besten Zehn. Auch 1992 wurde mit Platz 6 erneut ein gutes Ergebnis erreicht. 1993 folgte dann Israels bis dahin schlechtestes Ergebnis im Wettbewerb. Die Gruppe Lahakat Shiru erreichte nur den vorletzten Platz und holte mit nur vier Punkten eine neue niedrige Punktzahl für Israel im Wettbewerb. Bis heute ist es die niedrigste Punktzahl, die Israel im Wettbewerb je erreicht hat. Aufgrund dieser schlechten Platzierung musste das Land 1994 aussetzen. Erst 1995 durfte das Land wieder teilnehmen.
1995 kehrte Israel dann zum Wettbewerb zurück und erreichte mit Liora Platz 8. 1996 nahm Israel dann an der internen Vorentscheidung der EBU teil, erreichte hier aber nur den letzten Platz und durfte somit 1996 nicht teilnehmen. Im Folgejahr, 1997, verzichtete das Land freiwillig auf eine Teilnahme. 1998 kehrte Israel dann zum Wettbewerb zurück und schickte mit Dana International eine Transperson zum Wettbewerb, was in Israel kontrovers diskutiert wurde. Nach einer spannenden Punktevergabe siegte Israel dann am Ende. Mit 172 Punkten holte Dana International außerdem eine neue Höchstpunktzahl für ihr Land bis dahin. 1999 richtete Israel dann zum bereits zweiten Mal aus. Die Band Eden holte mit Platz 5 dann ein erneut gutes Ergebnis für das Land. Von 2000 bis 2004 hatte Israel dann seine schlechteste Phase bis dahin im Wettbewerb. Kein Beitrag des Landes konnte eine Platzierung unter den besten Zehn erreichen. Im Jahr 2000 wurde das Land nur Drittletzter. 2001 und 2003 erreichte Israel mit Platz 16 und Platz 19 nur durchschnittlich schlechte Plätze. 2002 wurde mit Platz 12 ebenso nur eine durchschnittliche Platzierung erreicht. 2004, bei der Einführung der Halbfinals, wurde dann ein neuer Tiefpunkt erreicht: David D’Or verpasste mit Platz 11 im Halbfinale knapp das Finale, womit Israel erstmals im Halbfinale ausschied. Erst ab 2005 verbesserte sich Israel wieder.
2005 erreichte Schiri Maimon schließlich mit Platz 4 Israels bestes Ergebnis seit Dana Internationals Sieg 1998. 2006 hingegen wurde Israel nur Vorletzter im Finale und erreichte, wie schon 1993, nur vier Punkte. 2007 schied das Land dann zum zweiten Mal im Halbfinale aus. 2008 erreichte Boaz Mauda dann im Halbfinale Platz 5, womit Israel zum ersten Mal seit zwei Jahren am Finale wieder teilnahm. Dort erreichte er dann mit Platz 9 das beste Ergebnis seit 2005. Auch 2009 und 2010 erreichte das Land das Finale, konnte mit Platz 16 und 14 sich aber nur im Mittelfeld platzieren. Ab 2011 folgte dann Israels bisheriger Tiefpunkt im Wettbewerb. 2011 schickte das Land dann Dana International, die 1998 bereits siegte, erneut zum Wettbewerb. Ihren Erfolg von 1998 konnte sie allerdings nicht wiederholen. Sie schied bereits im Halbfinale aus. Auch 2012 und 2013 verpasste das Land das Finale. 2014 wurde das Land dann Vorletzter im Halbfinale und schied somit bereits zum vierten Mal in Folge im Halbfinale aus. Erst ab 2015 lief es für das Land wieder besser im Wettbewerb.
2015 schickte Israel dann Nadav Guedj zum Wettbewerb, der Platz 3 im Halbfinale erreichte und damit Israel zum ersten Mal seit 2010 wieder am Finale teilnahm. Hier erreichte er dann Mit Platz 9 Israels bestes Ergebnis in sieben Jahren. Auch 2016 konnte sich Hovi Star für das Finale qualifizieren und holte mit Platz 14 eine Platzierung im Mittelfeld. 2017 erreichte Imri Ziv, wie Nadav Guedj bereits 2015, Platz 3 im Halbfinale. Im Finale war er allerdings weniger erfolgreich und landete mit Platz 23 nur auf den hinteren Rängen. Umso erfolgreicher war Israel dann 2018. Netta Barzilai gewann das Halbfinale und konnte auch das Finale für sich entscheiden, womit sie Israels bereits vierten Sieg im Wettbewerb holte. Mit 529 Punkten holte sie zu dem eine neue Höchstpunktzahl für das Land im Wettbewerb. 2019 richtete Israel dann zum vierten Mal den Wettbewerb aus, dieses Mal aber erstmals in Tel Aviv. Dort konnte der Sänger Kobi Marimi allerdings an den Erfolg vom Vorjahr nicht anknüpfen. Er erreichte am Ende Platz 23. 2021 erreichte Eden Alene für Israel erneut das Finale und mit einem 17. Platz eine Platzierung im unteren Mittelfeld. 2022 hingegen scheiterte man zum ersten Mal seit 2015 an einem Finaleinzug. Vertreter Michael Ben David verpasste mit Platz 13 im Halbfinale das Finale. 2023 erreichte Israel jedoch wieder das Finale, wo man mit einem dritten Platz das beste Ergebnis seit 2018 einholte. 2024 gewann Vertreterin Eden Golan das zweite Halbfinale und erreichte später mit Platz 5 im Finale eine weitere sehr gute Platzierung innerhalb der Top 10. Bei den Zuschauern lag man auf dem zweiten Platz, bei den Jurys nur auf Rang 12. Im Jahr 2025 konnte die Sängerin Yuval Raphael das Televoting gewinnen und wurde Zweite nach Gesamtpunktzahl.
Insgesamt landeten also 23 von den 47 Beiträge in der linken Tabellenhälfte. Mit vier Siegen (1978, 1979, 1998, 2018), drei zweiten Plätzen (1982, 1983, 2025) und zwei dritten Plätzen (1991 und 2023) gehört Israel zu den erfolgreichsten Teilnehmern im Wettbewerb. Zudem wurde das Land bisher noch nie Letzter.

## Liste der Beiträge
Farblegende:
– 1. Platz. 
– 2. Platz. 
– 3. Platz. 
– Punktgleichheit mit dem letzten Platz.
– ausgeschieden im Halbfinale/in der Qualifikation/im osteuropäischen Vorentscheid.
– keine Teilnahme/nicht qualifiziert.
– Absage des Eurovision Song Contests.
| Jahr | Interpret                                          | Titel Musik (M) und Text (T) | Sprache                                                        | Übersetzung                                              | Finale                                           | Finale                                           | Halbfinale/ Qualifikation                        | Halbfinale/ Qualifikation                        | Nationaler Vorentscheid                                                          |
| Jahr | Interpret                                          | Titel Musik (M) und Text (T) | Sprache                                                        | Übersetzung                                              | Platz                                            | Punkte                                           | Platz                                            | Punkte                                           | Nationaler Vorentscheid                                                          |
| ---- | -------------------------------------------------- | --- | -------------------------------------------------------------- | -------------------------------------------------------- | ------------------------------------------------ | ------------------------------------------------ | ------------------------------------------------ | ------------------------------------------------ | -------------------------------------------------------------------------------- |
| 1973 | Ilanit אילנית                                      | Ey sham (אי שם) M: Nurit Hirsh; T: Ehud Manor                                                                                             | Hebräisch                                                      | Irgendwo                                                 | 4 / 17                                           | 97                                               | Kein Halbfinale stattgefunden                    | Kein Halbfinale stattgefunden                    | interne Auswahl                                                                  |
| 1974 | Poogy כוורת                                        | Natati la Chaiai (נתתי לה חיי) M: Dani Sanderson; T: Dani Sanderson, Alon Oleartchick                                                     | Hebräisch                                                      | Ich gab ihr mein Leben                                   | 7 / 17                                           | 11                                               | Kein Halbfinale stattgefunden                    | Kein Halbfinale stattgefunden                    | interne Auswahl                                                                  |
| 1975 | Shlomo Artzi שלמה ארצי                             | ’At va-'ani (את ואני) M: Shlomo Artzi; T: Ehud Manor                                                                                      | Hebräisch                                                      | Du und ich                                               | 11 / 19                                          | 40                                               | Kein Halbfinale stattgefunden                    | Kein Halbfinale stattgefunden                    | interne Auswahl                                                                  |
| 1976 | Chocolate Menta Mastik שוקולד מנטה מסטיק           | ’Emor shalom (אמור שלום) M: Matti Caspi; T: Ehud Manor                                                                                    | Hebräisch                                                      | Sag ‚Hallo‘                                              | 6 / 18                                           | 77                                               | Kein Halbfinale stattgefunden                    | Kein Halbfinale stattgefunden                    | interne Auswahl                                                                  |
| 1977 | Ilanit אילנית                                      | ’Ahava hi shir li-shnayim (אהבה היא שיר לשניים) M: Eldad Shrim; T: Edna Peleg                                                             | Hebräisch                                                      | Liebe ist ein Lied für zwei                              | 11 / 18                                          | 49                                               | Kein Halbfinale stattgefunden                    | Kein Halbfinale stattgefunden                    | interne Auswahl                                                                  |
| 1978 | Yizhar Cohen & The Alpha-Beta יזהר כהן והאלפא ביתא | A-ba-ni-bi (א-ב-ני-בי) M: Nurit Hirsh; T: Ehud Mano                                                                                       | Hebräisch                                                      | Ich (in B-Sprache, einer kindlichen Geheimsprache)       | 1 / 20                                           | 157                                              | Kein Halbfinale stattgefunden                    | Kein Halbfinale stattgefunden                    | Israel Song Festival 1978                                                        |
| 1979 | Gali Atari & Milk and Honey גלי עטרי וחלב ודבש     | Hallelujah (הללויה) M: Kobi Oshrat; T: Shimrit Orr                                                                                        | Hebräisch                                                      | Lobpreiset Gott                                          | 1 / 19                                           | 125                                              | Kein Halbfinale stattgefunden                    | Kein Halbfinale stattgefunden                    | Israel Song Festival 1979                                                        |
| 1980 | The Brothers & the Sisters האחים והאחיות           | Pizmon chozer (פזמון חוזר) M/T: Gideon Koren                                                                                              | Hebräisch                                                      | Refrain                                                  | Teilnahme zurückgezogen Jom haZikaron            | Teilnahme zurückgezogen Jom haZikaron            | Teilnahme zurückgezogen Jom haZikaron            | Teilnahme zurückgezogen Jom haZikaron            | Israel Song Festival 1980                                                        |
| 1981 | Hakol Over Habibi הכל עובר חביבי                   | Ha-layla (הלילה) M: Shuki Levi; T: Shlomit Aharon, Yuval Dor                                                                              | Hebräisch                                                      | Heute Abend                                              | 7 / 20                                           | 56                                               | Kein Halbfinale stattgefunden                    | Kein Halbfinale stattgefunden                    | Kdam Eurovision 1981                                                             |
| 1982 | Avi Toledano אבי טולדנו                            | Hora (הורה) M: Avi Toledano; T: Yoram Tahar-Lev                                                                                           | Hebräisch                                                      | Hora                                                     | 2 / 18                                           | 100                                              | Kein Halbfinale stattgefunden                    | Kein Halbfinale stattgefunden                    | Kdam Eurovision 1982                                                             |
| 1983 | Ofra Haza עפרה חזה                                 | Chai (חי) M: Avi Toledano; T: Ehud Manor                                                                                                  | Hebräisch                                                      | Lebendig                                                 | 2 / 20                                           | 136                                              | Kein Halbfinale stattgefunden                    | Kein Halbfinale stattgefunden                    | Kdam Eurovision 1983                                                             |
| 1984 | Auf Teilnahme verzichtet                           | Auf Teilnahme verzichtet | Auf Teilnahme verzichtet                                       | Auf Teilnahme verzichtet                                 | Auf Teilnahme verzichtet                         | Auf Teilnahme verzichtet                         | Auf Teilnahme verzichtet                         | Auf Teilnahme verzichtet                         | Auf Teilnahme verzichtet                                                         |
| 1985 | Yizhar Cohen יזהר כהן                              | Olé olé (עולה עולה) M: Kobi Oshrat; T: Hamutal Ben Ze'ev                                                                                  | Hebräisch                                                      | –                                                        | 5 / 19                                           | 93                                               | Kein Halbfinale stattgefunden                    | Kein Halbfinale stattgefunden                    | Kdam Eurovision 1985                                                             |
| 1986 | Moti Giladi & Sarai Tzuriel מוטי גלעדי ושרי צוריאל | Yavo yom (יבוא יום) M: Yoram Zadok; T: Moti Galadi                                                                                        | Hebräisch                                                      | Ein Tag wird kommen                                      | 19 / 20                                          | 7                                                | Kein Halbfinale stattgefunden                    | Kein Halbfinale stattgefunden                    | Kdam Eurovision 1986                                                             |
| 1987 | Lazy Bums נתן דטנר ואבי קושניר                     | Shir ha-batlanim (שיר הבטלנים) M/T: Zohar Laskov                                                                                          | Hebräisch                                                      | Faulenzer-Lied                                           | 8 / 22                                           | 73                                               | Kein Halbfinale stattgefunden                    | Kein Halbfinale stattgefunden                    | Kdam Eurovision 1987                                                             |
| 1988 | Jardena Arasi ירדנה ארזי                           | Ben 'adam (בן אדם) M: Boris Dimitshtein; T: Ehud Manor                                                                                    | Hebräisch                                                      | Ein Mensch                                               | 7 / 21                                           | 85                                               | Kein Halbfinale stattgefunden                    | Kein Halbfinale stattgefunden                    | Kdam Eurovision 1988                                                             |
| 1989 | Gili & Galit גילי וגלית                            | Derekh ha-melekh (דרך המלך) M/T: Shaike Paikov                                                                                            | Hebräisch                                                      | Der Königsweg                                            | 12 / 22                                          | 50                                               | Kein Halbfinale stattgefunden                    | Kein Halbfinale stattgefunden                    | Kdam Eurovision 1989                                                             |
| 1990 | Rita ריטה                                          | Shara ba-rkhovot (שרה ברחובות) M: Rami Kleinstein; T: Tzruya Lahav                                                                        | Hebräisch                                                      | Singen in den Straßen                                    | 18 / 22                                          | 16                                               | Kein Halbfinale stattgefunden                    | Kein Halbfinale stattgefunden                    | interne Auswahl                                                                  |
| 1991 | Duo Datz זוּג דץ                                    | Kan (כאן) M/T: Uzi Chitman | Hebräisch                                                      | Hier                                                     | 3 / 22                                           | 139                                              | Kein Halbfinale stattgefunden                    | Kein Halbfinale stattgefunden                    | Kdam Eurovision 1991                                                             |
| 1992 | Dafna Dekel דפנה דקל                               | Ze rak sport (זה רק ספורט) M: Kobi Oshrat; T: Ehud Manor                                                                                  | Hebräisch                                                      | Es ist bloß Sport                                        | 6 / 23                                           | 85                                               | Kein Halbfinale stattgefunden                    | Kein Halbfinale stattgefunden                    | Kdam Eurovision 1992                                                             |
| 1993 | Lahakat Shiru להקת שירו                            | Shiru (שירו) M: Shaike Paikov; T: Yoram Taharlev, David Chris                                                                             | Hebräisch, Englisch                                            | Singt                                                    | 24 / 25                                          | 4                                                | Kein Halbfinale stattgefunden                    | Kein Halbfinale stattgefunden                    | Kdam Eurovision 1993                                                             |
| 1994 | Nicht qualifiziert                                 | Nicht qualifiziert | Nicht qualifiziert                                             | Nicht qualifiziert                                       | Nicht qualifiziert                               | Nicht qualifiziert                               | Nicht qualifiziert                               | Nicht qualifiziert                               | Nicht qualifiziert                                                               |
| 1995 | Liora ליאורה                                       | Amen (אמן) M: Moshe Datz; T: Hamutal Ben Ze’ev                                                                                            | Hebräisch                                                      | So soll es sein                                          | 8 / 23                                           | 81                                               | Direkt für das Finale qualifiziert               | Direkt für das Finale qualifiziert               | Kdam Eurovision 1995                                                             |
| 1996 | Galit Bell גלית בל                                 | Shalom olam (שלום עולם) M/T: Eyal Madani, Doron Vitenberg                                                                                 | Hebräisch                                                      | Hallo Welt                                               | Nicht qualifiziert Qualifikationsrunde           | Nicht qualifiziert Qualifikationsrunde           | 28 / 29                                          | 12                                               | Kdam Eurovision 1996                                                             |
| 1997 | Auf Teilnahme verzichtet                           | Auf Teilnahme verzichtet | Auf Teilnahme verzichtet                                       | Auf Teilnahme verzichtet                                 | Auf Teilnahme verzichtet                         | Auf Teilnahme verzichtet                         | Auf Teilnahme verzichtet                         | Auf Teilnahme verzichtet                         | Auf Teilnahme verzichtet                                                         |
| 1998 | Dana International דנה אינטרנשיונל                 | Diva (דיווה) M: Tzvika Pik; T: Yoav Ginai                                                                                                 | Hebräisch                                                      | –                                                        | 1 / 25                                           | 172                                              | Direkt für das Finale qualifiziert               | Direkt für das Finale qualifiziert               | interne Auswahl                                                                  |
| 1999 | Eden עדן                                           | Yom huledet (Happy Birthday) (יום הולדת (Happy Birthday)) M/T: Moshe Datz, Gabriel Batler, Yaacov Lymay, Jacky Oved                       | Hebräisch, Englisch                                            | Fröhlichen Geburtstag                                    | 5 / 23                                           | 93                                               | Direkt für das Finale qualifiziert               | Direkt für das Finale qualifiziert               | interne Auswahl                                                                  |
| 2000 | Ping Pong פינגפונג                                 | Sa’me’akh (Be Happy) (שמייח (Be Happy)) M: Roi Arad, Guy Asif; T: Roi Arad, Guy Asif, Ronen Ben Tal                                       | Hebräisch a                                                    | Fröhlich                                                 | 22 / 24                                          | 7                                                | Direkt für das Finale qualifiziert               | Direkt für das Finale qualifiziert               | interne Auswahl                                                                  |
| 2001 | Tal Sondak טל סונדק                                | ’En davar (אין דבר) M: Yair Klinger; T: Shimrit Orr                                                                                       | Hebräisch                                                      | Macht nichts                                             | 16 / 23                                          | 25                                               | Direkt für das Finale qualifiziert               | Direkt für das Finale qualifiziert               | Kdam Eurovision 2001                                                             |
| 2002 | Sarit Hadad שרית חדד                               | Nadlik beyachad ner (Light a Candle) (נדליק ביחד נר (Light a Candle)) M: Tzvika Pik; T: Yoav Ginai                                        | Hebräisch, Englisch                                            | Eine Kerze anzünden (Gemeinsam zünden wir eine Kerze an) | 12 / 24                                          | 37                                               | Direkt für das Finale qualifiziert               | Direkt für das Finale qualifiziert               | interne Auswahl                                                                  |
| 2003 | Lior Narkis ליאור נרקיס                            | Milim La’ahava (Words for Love) (מילים לאהבה (Words for Love)) M: Yoni Ro’en; T: Yossi Gispan                                             | Hebräisch, Englisch b                                          | Worte der Liebe                                          | 19 / 26                                          | 17                                               | Direkt für das Finale qualifiziert               | Direkt für das Finale qualifiziert               | interne Auswahl                                                                  |
| 2004 | David D’Or דוד ד'אור                               | Leha’amin (To Believe) (להאמין (To Believe)) M/T: David D’Or                                                                              | Hebräisch, Englisch                                            | Zu glauben (Zu glauben)                                  | Ausgeschieden                                    | Ausgeschieden                                    | 11 / 22                                          | 57                                               | interne Auswahl                                                                  |
| 2005 | Schiri Maimon שירי מימון                           | Hasheket shenish'ar (The Silence That Remains) (השקט שנשאר (The Silence That Remains)) M: Pini Aronbayev; T: Eyal Shachar, Pini Aronbayev | Hebräisch, Englisch                                            | Die Stille, die bleibt                                   | 4 / 24                                           | 154                                              | 7 / 25                                           | 158                                              | Kdam Eurovision 2005                                                             |
| 2006 | Eddie Butler אדי בטלר                              | Ze Hazman (Together We Are One) (זה הזמן (Together We Are One)) M: Eddie Butler; T: Osnat Tsabag, Orly Burg                               | Hebräisch, Englisch                                            | Zusammen sind wir Eins (Dies ist die Zeit)               | 23 / 24                                          | 4                                                | Direkt für das Finale qualifiziert               | Direkt für das Finale qualifiziert               | Kdam Eurovision 2006                                                             |
| 2007 | Teapacks טיפקס                                     | Push the Button (Kaftor Adom) (Push the Button (כפתור אדום)) M/T: Kobi Oz                                                                 | Hebräisch, Englisch, Französisch                               | Drück’ den Knopf                                         | Ausgeschieden                                    | Ausgeschieden                                    | 24 / 28                                          | 17                                               | interne Auswahl                                                                  |
| 2008 | Boaz Mauda בועז                                    | The Fire in Your Eyes (Ke'ilu Kan) (The Fire in Your Eyes (כאילו כאן)) M: Dana International; T: Dana International, Shai Kerem           | Hebräisch, Englisch                                            | Das Feuer in deinen Augen                                | 9 / 25                                           | 124                                              | 5 / 19                                           | 104                                              | Kdam Eurovision 2008                                                             |
| 2009 | Noa & Mira Awad אחינועם ניני ומירה עוואד           | There Must Be Another Way (Einach) (There Must Be Another Way (עינייך)) M/T: Noa, Mira Awad, Gil Dor                                      | Hebräisch, Englisch, Arabisch                                  | Da muss es einen anderen Weg geben (Deine Augen)         | 16 / 25                                          | 53                                               | 7 / 18                                           | 75                                               | Kdam Eurovision 2009                                                             |
| 2010 | Harel Skaat הראל סקעת                              | Milim (מילים) M: Tomer Hadadi; T: Noam Horev                                                                                              | Hebräisch                                                      | Worte                                                    | 14 / 25                                          | 71                                               | 8 / 17                                           | 71                                               | Kdam Eurovision 2010                                                             |
| 2011 | Dana International דנה אינטרנשיונל                 | Ding Dong (דינג דונג) M/T: Dana International                                                                                             | Hebräisch, Englisch                                            | –                                                        | Ausgeschieden                                    | Ausgeschieden                                    | 15 / 19                                          | 38                                               | Kdam Eurovision 2011                                                             |
| 2012 | Izabo איזבו                                        | Time M: Ran Shem-Tov; T: Shiri Hader | Englisch, Hebräisch                                            | Zeit                                                     | Ausgeschieden                                    | Ausgeschieden                                    | 13 / 18                                          | 33                                               | interne Auswahl                                                                  |
| 2013 | Moran Mazor מורן מזור                              | Rak bishvilo (רק בשבילו) M: Chen Harari; T: Gal Sarig                                                                                     | Hebräisch                                                      | Nur für ihn                                              | Ausgeschieden                                    | Ausgeschieden                                    | 14 / 17                                          | 40                                               | Kdam Eurovision 2013                                                             |
| 2014 | Mei Feingold מיי פיינגולד                          | Same Heart M/T: Rami Talmid | Englisch, Hebräisch                                            | Dasselbe Herz                                            | Ausgeschieden                                    | Ausgeschieden                                    | 14 / 15                                          | 19                                               | Kdam Eurovision 2014                                                             |
| 2015 | Nadav Guedj נדב גדג                                | Golden Boy M/T: Doron Medalie | Englisch                                                       | Goldjunge                                                | 9 / 27                                           | 97                                               | 3 / 17                                           | 151                                              | HaKokhav HaBa 2015                                                               |
| 2016 | Hovi Star חובי סטאר                                | Made of Stars M/T: Doron Medalie | Englisch                                                       | Aus Sternen gemacht                                      | 14 / 26                                          | 135                                              | 7 / 18                                           | 147                                              | HaKokhav HaBa 2016                                                               |
| 2017 | Imri Ziv אימרי זיו                                 | I Feel Alive M/T: Dolev Ram, Penn Hazut                                                                                                   | Englisch                                                       | Ich fühle mich lebendig                                  | 23 / 26                                          | 39                                               | 3 / 18                                           | 207                                              | HaKokhav HaBa 2017                                                               |
| 2018 | Netta Barzilai נטע ברזילי                          | Toy M/T: Doron Medalie, Stav Beger | Englisch, Hebräisch                                            | Spielzeug                                                | 1 / 26                                           | 529                                              | 1 / 19                                           | 283                                              | HaKokhav HaBa 2018                                                               |
| 2019 | Kobi Marimi קובי מרימי                             | Home M/T: Ohad Shragai, Inbar Vaizman | Englisch                                                       | Zuhause                                                  | 23 / 26                                          | 35                                               | Direkt für das Finale qualifiziert               | Direkt für das Finale qualifiziert               | HaKokhav HaBa L’Eurovizion 2019                                                  |
| 2020 | Eden Alene עדן אלנה                                | Feker Libi M/T: Doron Medalie, Idan Raichel                                                                                               | Englisch, Hebräisch, Amharisch, Arabisch, Konstruierte Sprache | Geliebt                                                  | Absage wegen der COVID-19-Pandemie durch die EBU | Absage wegen der COVID-19-Pandemie durch die EBU | Absage wegen der COVID-19-Pandemie durch die EBU | Absage wegen der COVID-19-Pandemie durch die EBU | HaKokhav HaBa L’Eurovizion 2020 (Interpret) HaShir HaBa L’Eurovizion 2020 (Lied) |
| 2021 | Eden Alene עדן אלנה                                | Set Me Free M/T: Noam Zlatin, Ido Netzer, Amit Mordechai, Ron Carmi                                                                       | Englisch, Hebräisch                                            | Befreie mich                                             | 17 / 26                                          | 93                                               | 5 / 16                                           | 192                                              | interne Auswahl (Interpret) HaShir Shelanu L'Eurovizion 2021 (Lied)              |
| 2022 | Michael Ben David מיכאל בן דוד                     | I.M M/T: Asi Tal, Chen Aharoni, Lidor Saadia                                                                                              | Englisch                                                       | Ich bin                                                  | Ausgeschieden                                    | Ausgeschieden                                    | 13 / 18                                          | 61                                               | X Factor Israel 2022: HaShir Shelanu L'Eurovizion                                |
| 2023 | Noa Kirel נועה קירל                                | Unicorn M/T: Doron Medalie, May Sfadia, Noa Kirel, Yinon Yahel                                                                            | Englisch, Hebräisch                                            | Einhorn                                                  | 3 / 26                                           | 362                                              | 3 / 15                                           | 127                                              | interne Auswahl                                                                  |
| 2024 | Eden Golan נעדן גולן                               | Hurricane M/T: Keren Peles, Avi Ohayon, Stav Beger                                                                                        | Englisch, Hebräisch                                            | Hurrikan                                                 | 5 / 25                                           | 375                                              | 1 / 16                                           | 194                                              | HaKokhav HaBa 2024                                                               |
| 2025 | Yuval Raphael ובל רפאל                             | New Day Will Rise M/T: Keren Peles | Hebräisch, Englisch, Französisch                               | Ein neuer Tag wird aufgehen                              | 2 / 26                                           | 357                                              | 1 / 16                                           | 203                                              | HaKokhav HaBa 2025                                                               |

## Nationale Vorentscheide
In den ersten Jahren wählte der Sender die Teilnehmer intern, danach fand 1978 und 1979 das Hebräische Lieder- und Chorfestival als Vorentscheid statt. In den Folgejahren etablierte sich Kdam als Israels Vorentscheidung. Bis 1996 wurde lediglich 1990 auf die Vorentscheidung verzichtet. Von 1998 bis 2004 wählte Israel der Großteil seiner Beiträge intern aus, lediglich 2001 fand Kdam noch Mal statt. Von 2005 bis 2014 etablierte sich Kdam dann wieder als Vorentscheidung. In dieser Zeit wurde nur 2007 und 2012 auf die Vorentscheidung verzichtet und intern gewählt. 2013, zum 40-jährigen Jubiläum, wurde die Vorentscheidung Kdam ähnlich dem schwedischen Melodifestivalen um mehrere Vorrunden und eine Second-Chance-Runde erweitert.
Von 2015 bis 2020 wurde der Sieger der Castingshow HaKokhav HaBa als ESC-Repräsentant ausgewählt, der Titel hingegen wurde häufig intern ausgewählt. Lediglich 2016 wurde das Lied in der Sendung ebenfalls ausgewählt, allerdings nach der Auswahl noch überarbeitet. 2020 wurde dann eine externe Vorentscheidung für das Lied von Eden Alene veranstaltet. Auch 2021 wurde wieder in eine extra angelegten Vorentscheidung für das Lied von Eden Alene veranstaltet.

## Sprachen
Israel ist seiner Amtssprache Hebräisch lange Zeit sehr treu geblieben. Bis einschließlich 1998 wurden alle Beiträge in dieser Sprache gesungen. Das gilt auch für die Jahre, in denen keine Sprachregelung existierte (also von 1973 bis 1976). Ab 1999 wurden die Beiträge oft mit Englisch gemischt, dabei ergab sich die Mischung aus hebräischem Refrain und englischer Strophe besonders häufig. 2009 wurde There must be another way neben Hebräisch und Englisch auch in der zweiten Amtssprache Arabisch vorgetragen.
2015 wurde der israelische Beitrag erstmals komplett auf Englisch gesungen. Auch in den Folgejahren wurde häufiger auf Englisch gesungen (2016, 2017, 2019). 2018 hingegen war Toy zwar größtenteils in englischer Sprache verfasst, beinhaltete aber auch einige Worte und Zeilen aus der hebräischen Sprache. Damit tauchte die Sprache erstmals seit 2014 wieder beim Wettbewerb auf. 2020 wollte Israel dann einen fünfsprachigen Beitrag schicken, der in Englisch, Hebräisch, Arabisch, einer konstruierten Sprache und auf Amharisch gesungen worden wäre. Letztere wäre damit beim Wettbewerb zum ersten Mal aufgeführt worden, allerdings wurde der Wettbewerb wegen der COVID-19-Pandemie abgesagt. Der Beitrag New Day Will Rise von 2025 enthielt neben Englisch und Hebräisch auch eine Strophe auf Französisch.

## Ausgetragene Wettbewerbe
| Jahr | Stadt     | Austragungsort                  | Moderation                                    |
| ---- | --------- | ------------------------------- | --------------------------------------------- |
| 1979 | Jerusalem | International Convention Center | Daniel Pe’er & Yardena Arazi                  |
| 1999 | Jerusalem | International Convention Center | Yigal Ravid, Dafna Dekel & Sigal Shachmon     |
| 2019 | Tel Aviv  | Tel Aviv Convention Center      | Erez Tal, Bar Refaeli, Assi Azar & Lucy Ayoub |

## Kommentatoren und Punktesprecher
| Jahr | Kommentator | Radiokommentator | Punktesprecher           |
| ---- | --- | --- | ------------------------ |
| 1970 | Kein Kommentator | Kein Kommentator | Keine Teilnahme          |
| 1971 | Kein Kommentator | Kein Kommentator | Keine Teilnahme          |
| 1972 | Kein Kommentator | Kein Kommentator | Keine Teilnahme          |
| 1973 | Kein Kommentator | Kein Kommentator | Kein Punktesprecher      |
| 1974 | Kein Kommentator | Kein Kommentator | Yitzhak Shim'oni         |
| 1975 | Kein Kommentator | Kein Kommentator | Yitzhak Shim'oni         |
| 1976 | Kein Kommentator | Kein Kommentator | Yitzhak Shim'oni         |
| 1977 | Kein Kommentator | Kein Kommentator | Yitzhak Shim'oni         |
| 1978 | Kein Kommentator | Kein Kommentator | Yitzhak Shim'oni         |
| 1979 | Yoram Arbel | Yitzhak Shim'oni | Dan Kaner                |
| 1980 | Kein Kommentator | – | Auf Teilnahme verzichtet |
| 1981 | Kein Kommentator | Daniel Pe'er | Dan Kaner                |
| 1982 | Kein Kommentator | Daniel Pe'er | Yitzhak Shim'oni         |
| 1983 | Kein Kommentator | Daniel Pe'er | Yitzhak Shim'oni         |
| 1984 | Kein Kommentator | Keine Radioübertragung | Auf Teilnahme verzichtet |
| 1985 | Kein Kommentator | Daniel Pe'er | Yitzhak Shim'oni         |
| 1986 | Kein Kommentator | Daniel Pe'er | Yitzhak Shim'oni         |
| 1987 | Kein Kommentator | Yigal Ravid | Yitzhak Shim'oni         |
| 1988 | Kein Kommentator | Yigal Ravid | Yitzhak Shim'oni         |
| 1989 | Kein Kommentator | Yigal Ravid | Yitzhak Shim'oni         |
| 1990 | Kein Kommentator | Yigal Ravid | Yitzhak Shim'oni         |
| 1991 | Kein Kommentator | Yigal Ravid | Yitzhak Shim'oni         |
| 1992 | Kein Kommentator | Yitzhak Shim'oni | Daniel Pe'er             |
| 1993 | Kein Kommentator | Daniel Pe'er | Danny Roup               |
| 1994 | Kein Kommentator | Keine Radioübertragung | Nicht qualifiziert       |
| 1995 | Kein Kommentator | Danny Roup | Daniel Pe'er             |
| 1996 | Kein Kommentator | Keine Radioübertragung | Nicht qualifiziert       |
| 1997 | Kein Kommentator | Keine Radioübertragung | Auf Teilnahme verzichtet |
| 1998 | Kein Kommentator | Daniel Pe'er | Yigal Ravid              |
| 1999 | Kein Kommentator | Daniel Pe'er | Yoav Ginai               |
| 2000 | Kein Kommentator | Keine Radioübertragung | Yoav Ginai               |
| 2001 | Kein Kommentator | Daniel Pe'er | Yoav Ginai               |
| 2002 | Kein Kommentator | Daniel Pe'er | Michal Zoharetz          |
| 2003 | Kein Kommentator | Daniel Pe'er | Michal Zoharetz          |
| 2004 | Kein Kommentator | Keine Radioübertragung | Merav Miller             |
| 2005 | Kein Kommentator | Keine Radioübertragung | Dana Herman              |
| 2006 | Kein Kommentator | Keine Radioübertragung | Dana Herman              |
| 2007 | Kein Kommentator | Keine Radioübertragung | Jason Danino-Holt        |
| 2008 | Kein Kommentator | Keine Radioübertragung | Noa Barak-Weshler        |
| 2009 | Kein Kommentator | Keine Radioübertragung | Ofer Nachshon            |
| 2010 | Kein Kommentator | Keine Radioübertragung | Ofer Nachshon            |
| 2011 | Kein Kommentator | Keine Radioübertragung | Ofer Nachshon            |
| 2012 | Kein Kommentator | Keine Radioübertragung | Ofer Nachshon            |
| 2013 | Kein Kommentator | Kobi Menora (alle Shows) Ofer Nachshon (Erstes Halbfinale) Amit Kotler & Yuval Caspin (Zweites Halbfinale) Ron Levinthal, Kobi Oshrat & Yhaloma Bat Porat (Finale) | Ofer Nachshon            |
| 2014 | Kein Kommentator | Kobi Menora & Yuval Caspin (alle Shows) | Ofer Nachshon            |
| 2015 | Kein Kommentator | Kobi Menora (alle Shows) Yuval Caspin (Erstes Halbfinale) Tal Argaman (Zweites Halbfinale)                                                                         | Ofer Nachshon            |
| 2016 | Kein Kommentator | Kobi Menora, Or Vaxman & Nansi Brandes (Zweites Halbfinale & Finale)                                                                                               | Ofer Nachshon            |
| 2017 | Kein Kommentator | Kobi Menora, Dori Ben Ze'ev & Alon Amir (alle Shows) | Ofer Nachshon            |
| 2018 | Asaf Liberman & Shir Reuven (Erstes Halbfinale) Itai Herman & Goel Pinto (Zweites Halbfinale) Erez Tal & Idit Hershkowitz (Finale) | Asaf Liberman & Shir Reuven (Erstes Halbfinale) Itai Herman & Goel Pinto (Zweites Halbfinale) Erez Tal & Idit Hershkowitz (Finale)                                 | Lucy Ayoub               |
| 2019 | Sharon Taicher & Eran Zarachowicz                                                                                                  | Sharon Taicher & Eran Zarachowicz | Izhar Cohen              |
| 2021 | Asaf Liberman & Akiva Novick | Asaf Liberman & Akiva Novick | Lucy Ayoub               |
| 2022 | Asaf Liberman & Akiva Novick | Asaf Liberman & Akiva Novick | Daniel Styopin           |
| 2023 | Asaf Liberman & Akiva Novick (alle Shows) Doron Medalie (Finale)                                                                   | Asaf Liberman & Akiva Novick (Halbfinale) Kobi Menora & Sharon Kantor (Finale)                                                                                     | Ilanit                   |
| 2024 | Asaf Liberman & Akiva Novick (alle Shows) Yoav Tzafir (Finale)                                                                     | – | Maya Alkulumbre          |
| 2025 | Asaf Liberman & Akiva Novick (alle Shows) Keren Peles (Finale)                                                                     | – | Eden Golan               |

## Punktevergabe
Folgende Länder erhielten die meisten Punkte von oder vergaben die meisten Punkte an Israel (Stand: 2025):
| Die meisten im Finale vergebenen Punkte | Die meisten im Finale vergebenen Punkte | Die meisten im Finale vergebenen Punkte |
| Platz                                   | Land                                    | Punkte                                  |
| --------------------------------------- | --------------------------------------- | --------------------------------------- |
| 1                                       | Schweden                                | 206                                     |
| 2                                       | Frankreich                              | 183                                     |
| 3                                       | Vereinigtes Königreich                  | 175                                     |
| 4                                       | Ukraine                                 | 183                                     |
| 5                                       | Russland                                | 151                                     |

| Die meisten im Finale erhaltenen Punkte | Die meisten im Finale erhaltenen Punkte | Die meisten im Finale erhaltenen Punkte |
| Platz                                   | Land                                    | Punkte                                  |
| --------------------------------------- | --------------------------------------- | --------------------------------------- |
| 1                                       | Frankreich                              | 271                                     |
| 2                                       | Finnland                                | 184                                     |
| 3                                       | Niederlande                             | 179                                     |
| 4                                       | Deutschland                             | 176                                     |
| 4                                       | Schweiz                                 | 173                                     |
| 5                                       | Vereinigtes Königreich                  | 172                                     |

| Die meisten insgesamt vergebenen Punkte | Die meisten insgesamt vergebenen Punkte | Die meisten insgesamt vergebenen Punkte |
| Platz                                   | Land                                    | Punkte                                  |
| --------------------------------------- | --------------------------------------- | --------------------------------------- |
| 1                                       | Schweden                                | 283                                     |
| 2                                       | Russland                                | 205                                     |
| 3                                       | Ukraine                                 | 238                                     |
| 4                                       | Frankreich                              | 198                                     |
| 5                                       | Rumänien                                | 188                                     |

| Die meisten insgesamt erhaltenen Punkte | Die meisten insgesamt erhaltenen Punkte | Die meisten insgesamt erhaltenen Punkte |
| Platz                                   | Land                                    | Punkte                                  |
| --------------------------------------- | --------------------------------------- | --------------------------------------- |
| 1                                       | Frankreich                              | 350                                     |
| 2                                       | Niederlande                             | 256                                     |
| 3                                       | Finnland                                | 256                                     |
| 4                                       | Deutschland                             | 251                                     |
| 5                                       | Schweiz                                 | 239                                     |

### Vergaben der Höchstwertung
Seit 1975 vergab Israel im Finale die Höchstpunktzahl an 25 verschiedene Länder, davon fünfmal an Schweden. Im Halbfinale vergab Israel die Höchstpunktzahl an 15 verschiedene Länder, davon viermal an Russland und Schweden.
| Höchstwertung (Finale) | Höchstwertung (Finale)   | Höchstwertung (Finale)   |
| Jahr                   | Land                     | Platz (Finale)           |
| ---------------------- | ------------------------ | ------------------------ |
| 1975                   | Niederlande              | 1                        |
| 1976                   | Vereinigtes Königreich   | 1                        |
| 1977                   | Irland                   | 3                        |
| 1978                   | Niederlande              | 13                       |
| 1979                   | Dänemark                 | 6                        |
| 1980                   | Auf Teilnahme verzichtet | Auf Teilnahme verzichtet |
| 1981                   | Vereinigtes Königreich   | 1                        |
| 1982                   | Deutschland              | 1                        |
| 1983                   | Luxemburg                | 1                        |
| 1984                   | Auf Teilnahme verzichtet | Auf Teilnahme verzichtet |
| 1985                   | Norwegen                 | 1                        |
| 1986                   | Schweiz                  | 2                        |
| 1987                   | Schweden                 | 12                       |
| 1988                   | Jugoslawien              | 6                        |
| 1989                   | Jugoslawien              | 1                        |
| 1990                   | Jugoslawien              | 7                        |
| 1991                   | Frankreich               | 2                        |
| 1992                   | Frankreich               | 8                        |
| 1993                   | Vereinigtes Königreich   | 2                        |
| 1994                   | Nicht qualifiziert       | Nicht qualifiziert       |
| 1995                   | Spanien                  | 2                        |
| 1996                   | Nicht qualifiziert       | Nicht qualifiziert       |
| 1997                   | Auf Teilnahme verzichtet | Auf Teilnahme verzichtet |
| 1998                   | Vereinigtes Königreich   | 2                        |
| 1999                   | Deutschland              | 3                        |
| 2000                   | Dänemark                 | 1                        |
| 2001                   | Spanien                  | 6                        |
| 2002                   | Lettland                 | 1                        |
| 2003                   | Spanien                  | 8                        |
| 2004                   | Ukraine                  | 1                        |
| 2005                   | Rumänien                 | 3                        |
| 2006                   | Russland                 | 2                        |
| 2007                   | Belarus                  | 6                        |
| 2008                   | Russland                 | 1                        |
| 2009                   | Norwegen                 | 1                        |
| 2010                   | Armenien                 | 7                        |
| 2011                   | Schweden                 | 3                        |
| 2012                   | Schweden                 | 1                        |
| 2013                   | Aserbaidschan            | 2                        |
| 2014                   | Österreich               | 1                        |
| 2015                   | Italien                  | 3                        |
| 2016                   | Ukraine (J)              | 1                        |
| 2016                   | Frankreich (T)           | 6                        |
| 2017                   | Portugal (J & T)         | 1                        |
| 2018                   | Österreich (J)           | 3                        |
| 2018                   | Tschechien (T)           | 6                        |
| 2019                   | Niederlande (J)          | 1                        |
| 2019                   | Italien (T)              | 2                        |
| 2020                   | Wettbewerb abgesagt      | Wettbewerb abgesagt      |
| 2021                   | Schweiz (J)              | 3                        |
| 2021                   | Ukraine (T)              | 5                        |
| 2022                   | Schweden (J)             | 4                        |
| 2022                   | Ukraine (T)              | 1                        |
| 2023                   | Schweden (J)             | 1                        |
| 2023                   | Finnland (T)             | 2                        |
| 2024                   | Luxemburg (J & T)        | 13                       |
| 2025                   | Griechenland (J)         | 6                        |
| 2025                   | Ukraine (T)              | 9                        |

| Höchstwertung (Halbfinale) | Höchstwertung (Halbfinale) | Höchstwertung (Halbfinale) |
| Jahr                       | Land                       | Platz (Halbfinale)         |
| -------------------------- | -------------------------- | -------------------------- |
| 2004                       | Griechenland               | 3                          |
| 2005                       | Rumänien                   | 1                          |
| 2006                       | Russland                   | 3                          |
| 2007                       | Belarus                    | 4                          |
| 2008                       | Russland                   | 3                          |
| 2009                       | Island                     | 1                          |
| 2010                       | Armenien                   | 6                          |
| 2011                       | Schweden                   | 1                          |
| 2012                       | Russland                   | 1                          |
| 2013                       | Aserbaidschan              | 1                          |
| 2014                       | Rumänien                   | 2                          |
| 2015                       | Schweden                   | 1                          |
| 2016                       | Australien (J & T)         | 1                          |
| 2017                       | Ungarn (J)                 | 2                          |
| 2017                       | Bulgarien (T)              | 1                          |
| 2018                       | Österreich (J)             | 4                          |
| 2018                       | Tschechien (T)             | 3                          |
| 2019                       | Griechenland (J)           | 5                          |
| 2019                       | Australien (T)             | 1                          |
| 2020                       | Wettbewerb abgesagt        | Wettbewerb abgesagt        |
| 2021                       | Litauen (J)                | 4                          |
| 2021                       | Russland (T)               | 3                          |
| 2022                       | Schweden (J & T)           | 1                          |
| 2023                       | Finnland                   | 1                          |
| 2024                       | Armenien                   | 3                          |
| 2025                       | Armenien                   | 10                         |

## Kontroverse
Als Reaktion auf den Krieg in Israel und Gaza seit 2023 gibt es unter anderem in Island Überlegungen, den ESC zu boykottieren. Dass Israel am ESC 2025 in Basel die meisten Punkte erhielt, führte zur Forderung einer Untersuchung der Punktevergabe von Seiten von Spanien und Belgien. Spaniens Premierminister forderte den Ausschluss Israels wie auch Russland ausgeschlossen wurde. Slowenien zog im Mai 2025 die Rechtmäßigkeit der Punktevergabe in Zweifel, forderte eine Diskussion bezüglich Israels Teilnahme am ESC und drohte mit einem Boykott des ESC, falls die Europäische Rundfunkunion (welche den ESC organisiert) keine befriedigenden Antworten liefern könne.

## Verschiedenes
- Im Jahr 2010 war Harel Skaat mit seinem Titel Milim der erste Teilnehmer eines Eurovision Song Contests, dem es gelang, alle drei Kategorien des Marcel-Bezençon-Preises zu gewinnen.
- Der Punktesprecher Israels hatte während der Punktevergabe im Finale des Eurovision Song Contests am 13. Mai 2017 in Kiew verkündet, dass das Land zukünftig nicht mehr am Wettbewerb teilnehmen könne, da der bisher zuständige Sender Israel Broadcasting Agency (IBA) geschlossen werde.[5] Bereits im Folgejahr wurde die Nachfolgerundfunkanstalt Israeli Public Broadcasting Corporation (IPBC) Mitglied der EBU und Israel nahm fortan weiter teil.

## Impressionen

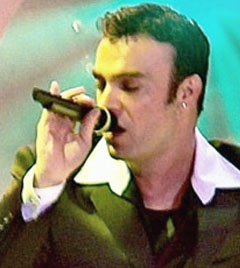
David D’or 2004
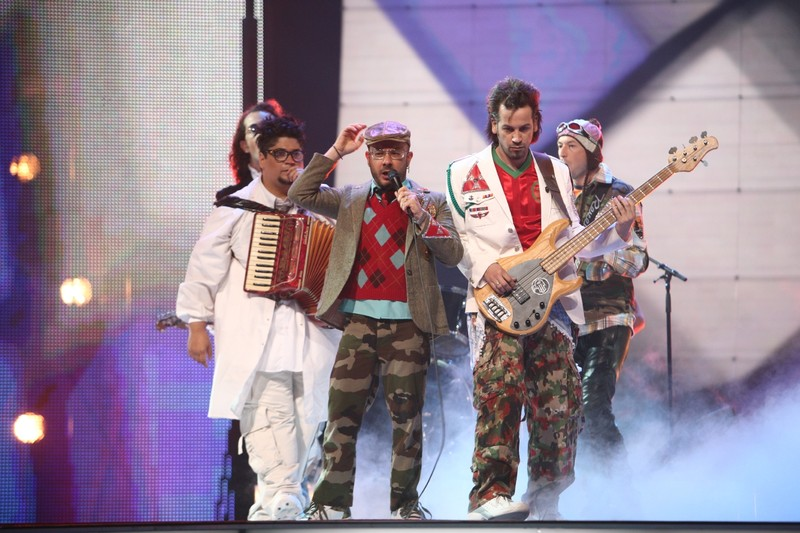
Teapacks 2007
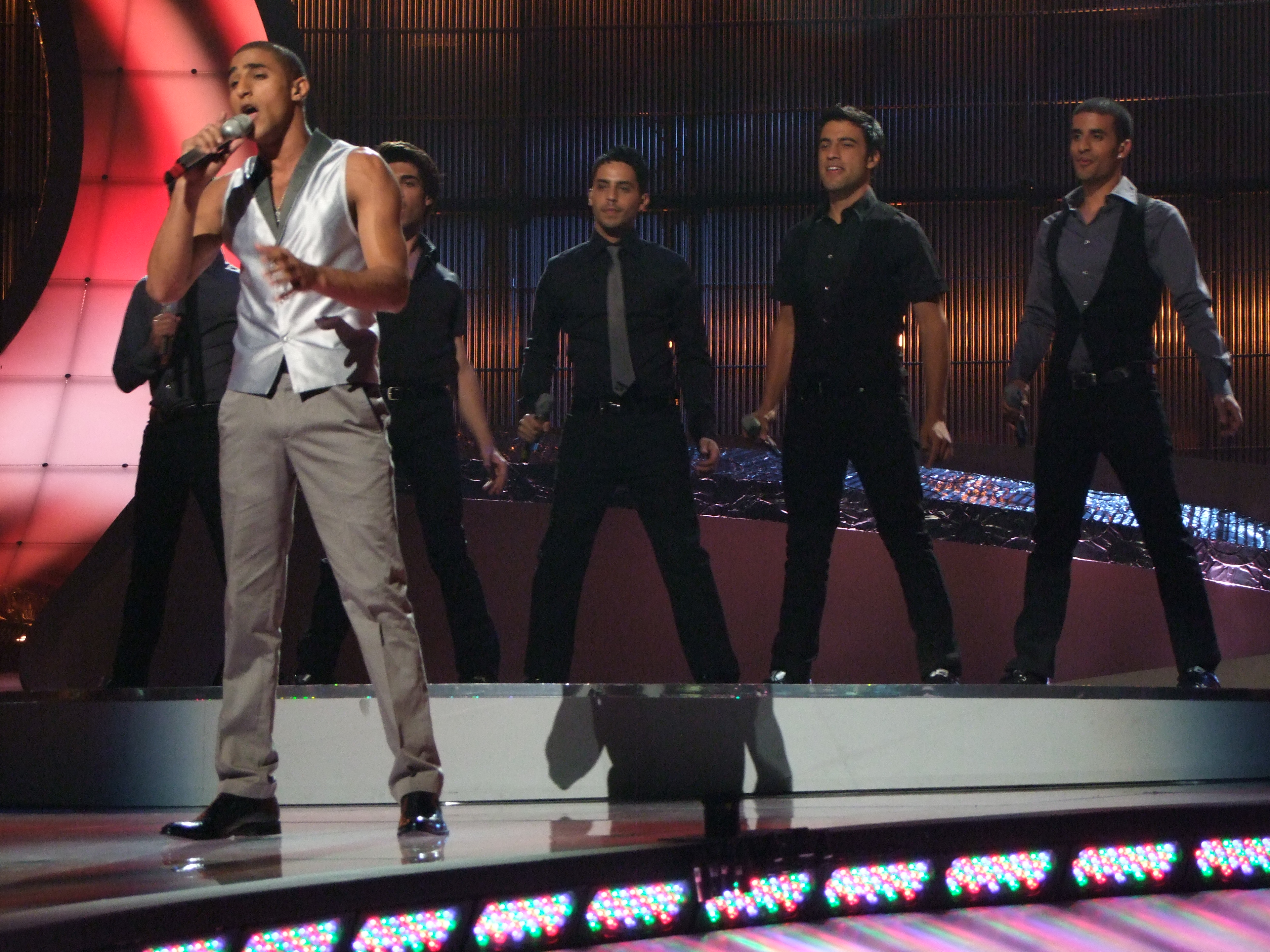
Boaz 2008
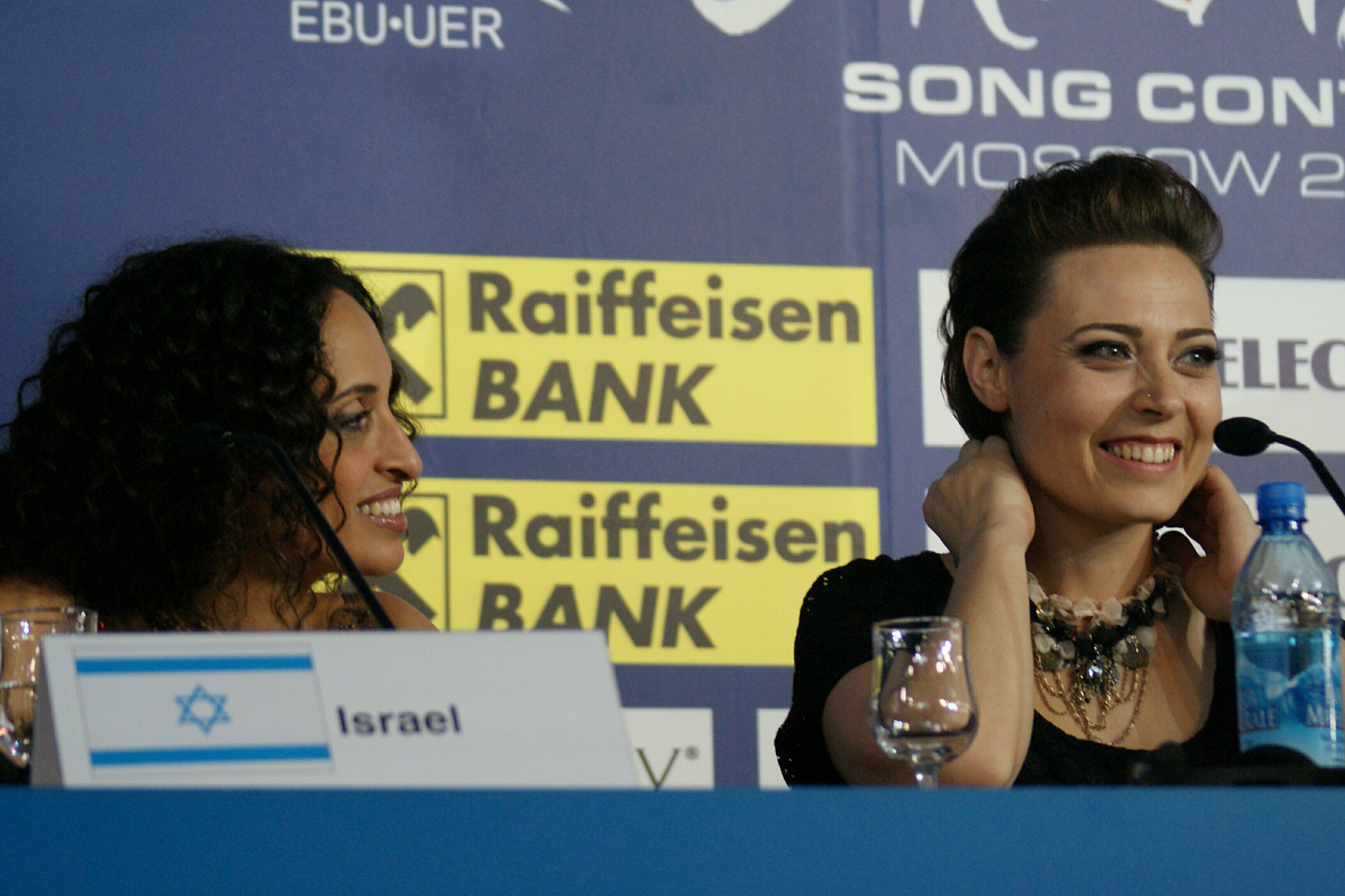
Noa & Mira Awad 2009
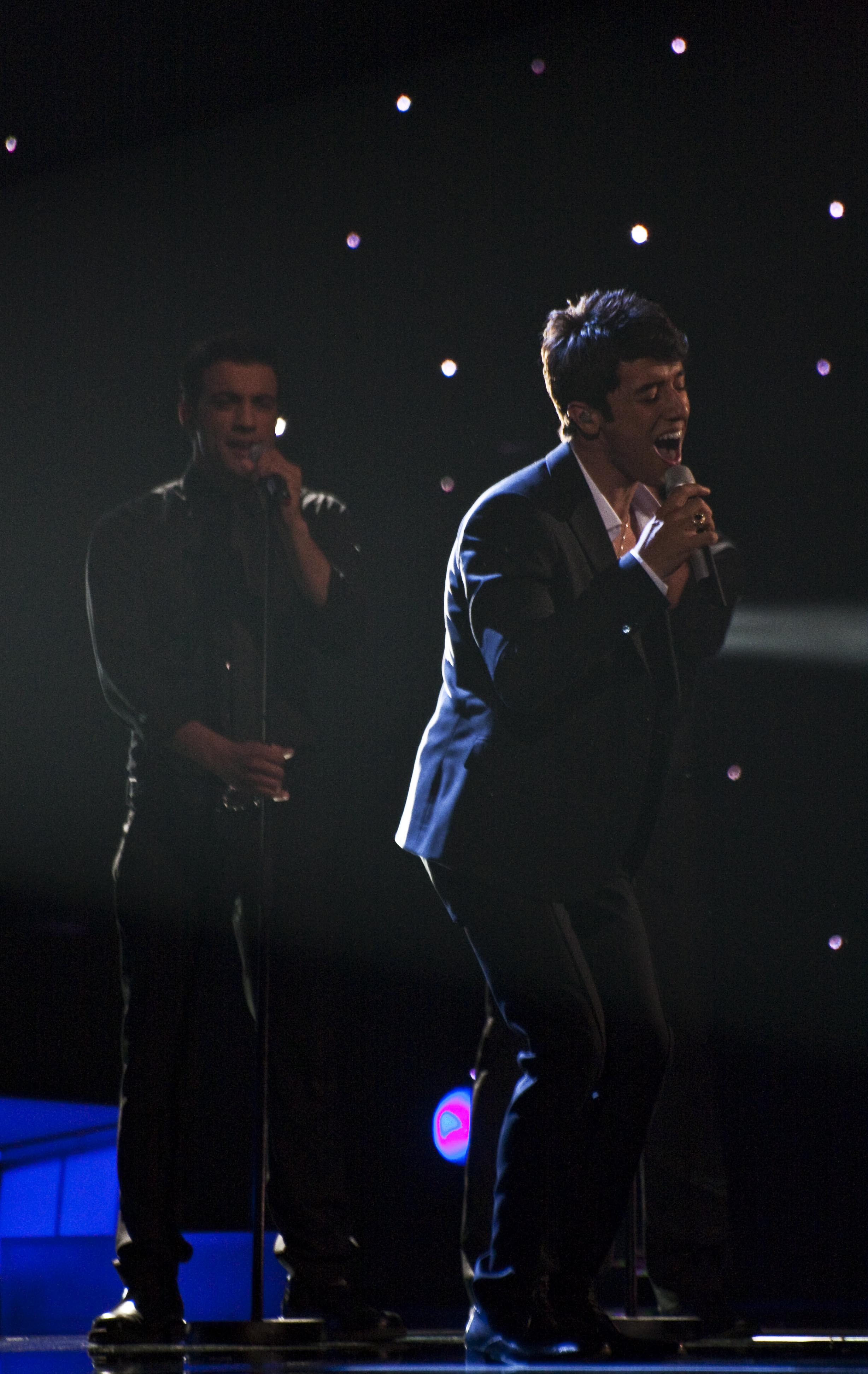
Harel Skaat 2010
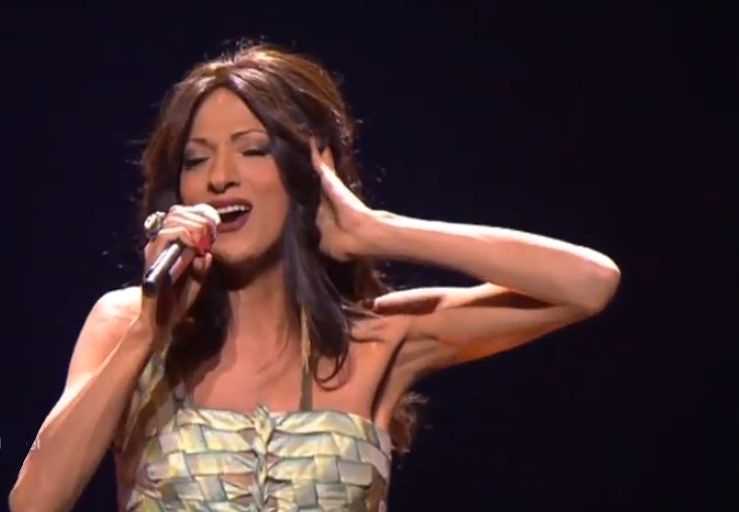
Dana International 2011
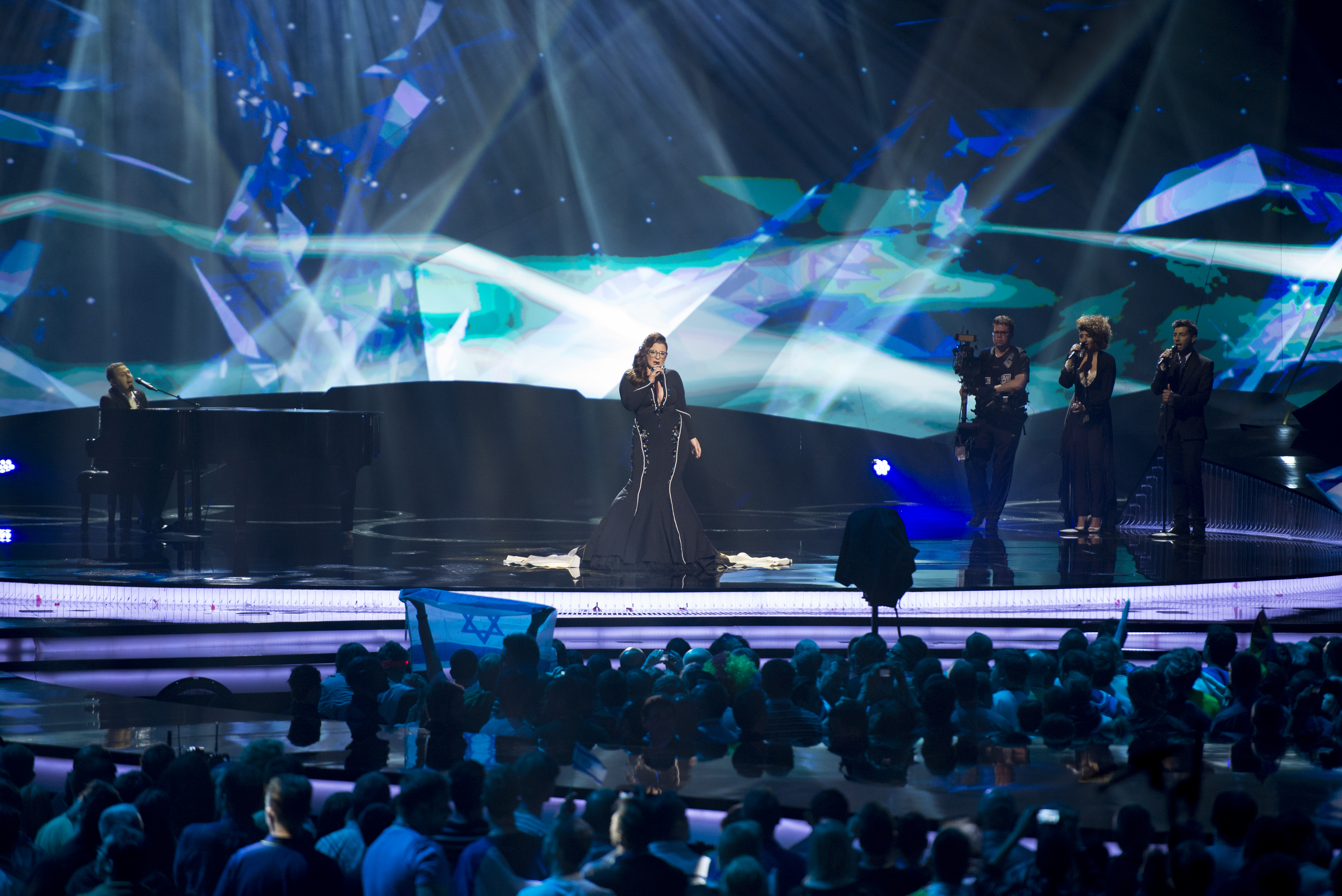
Moran Mazor 2013
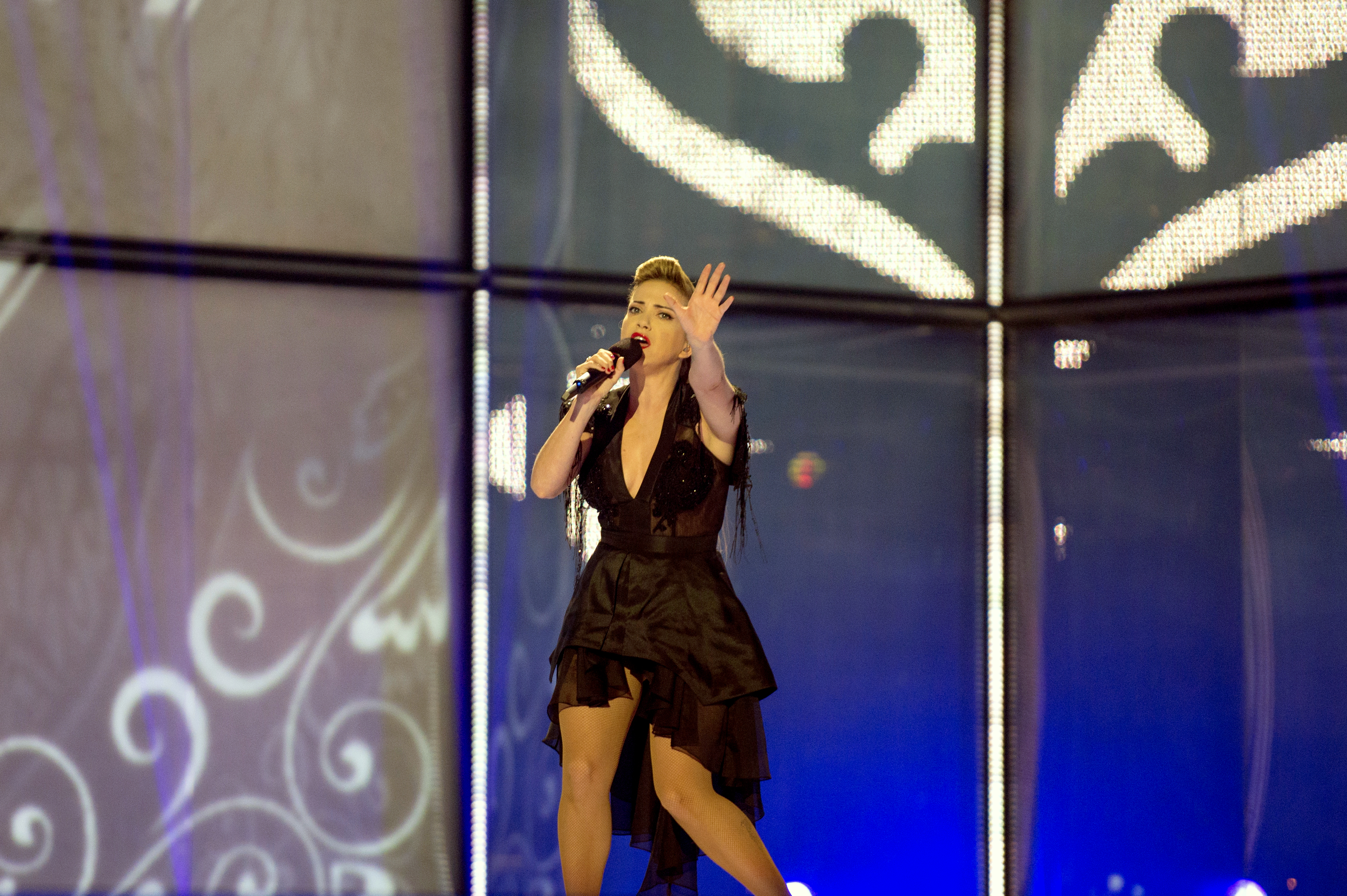
Mei Finegold 2014
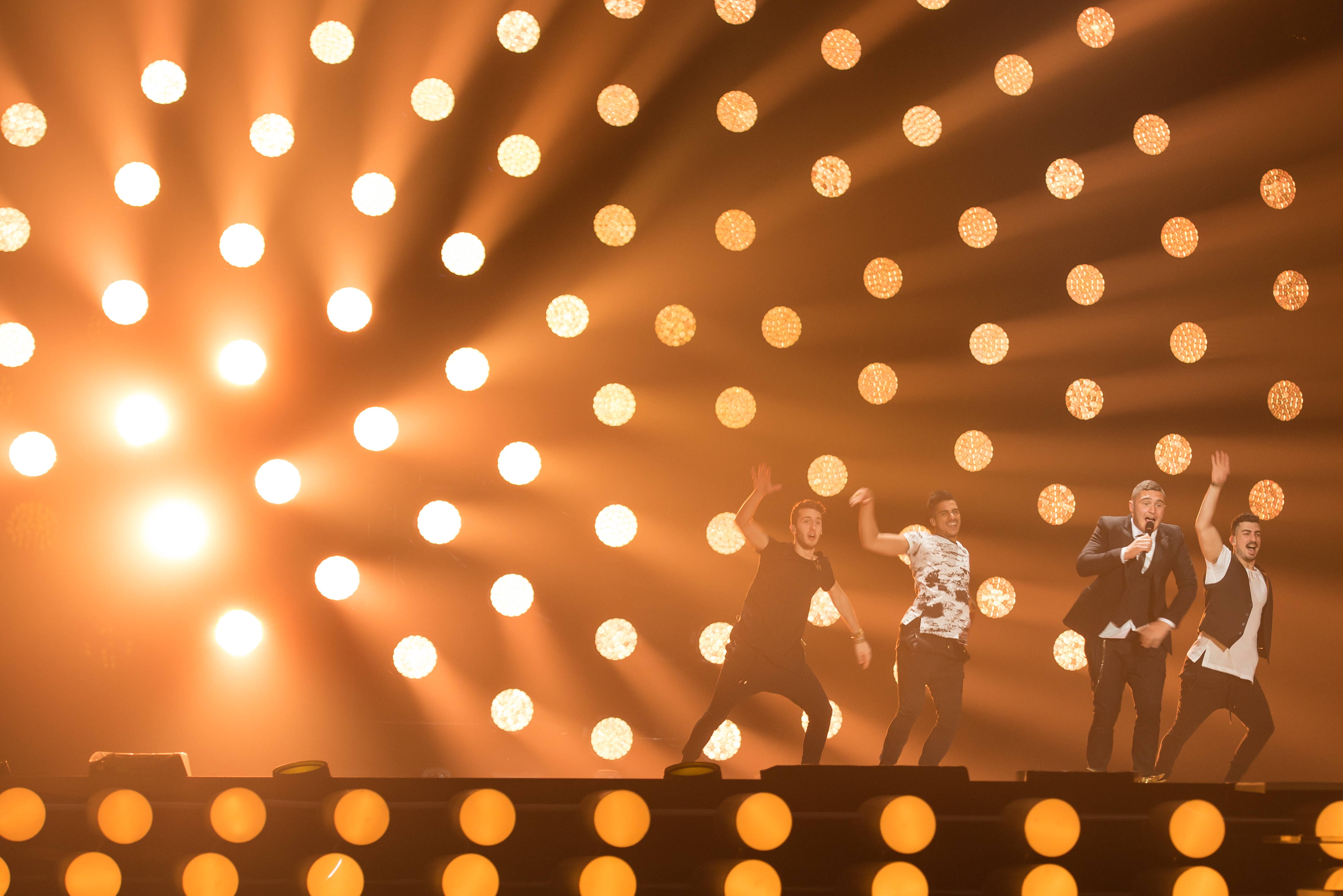
Nadav Guedj 2015
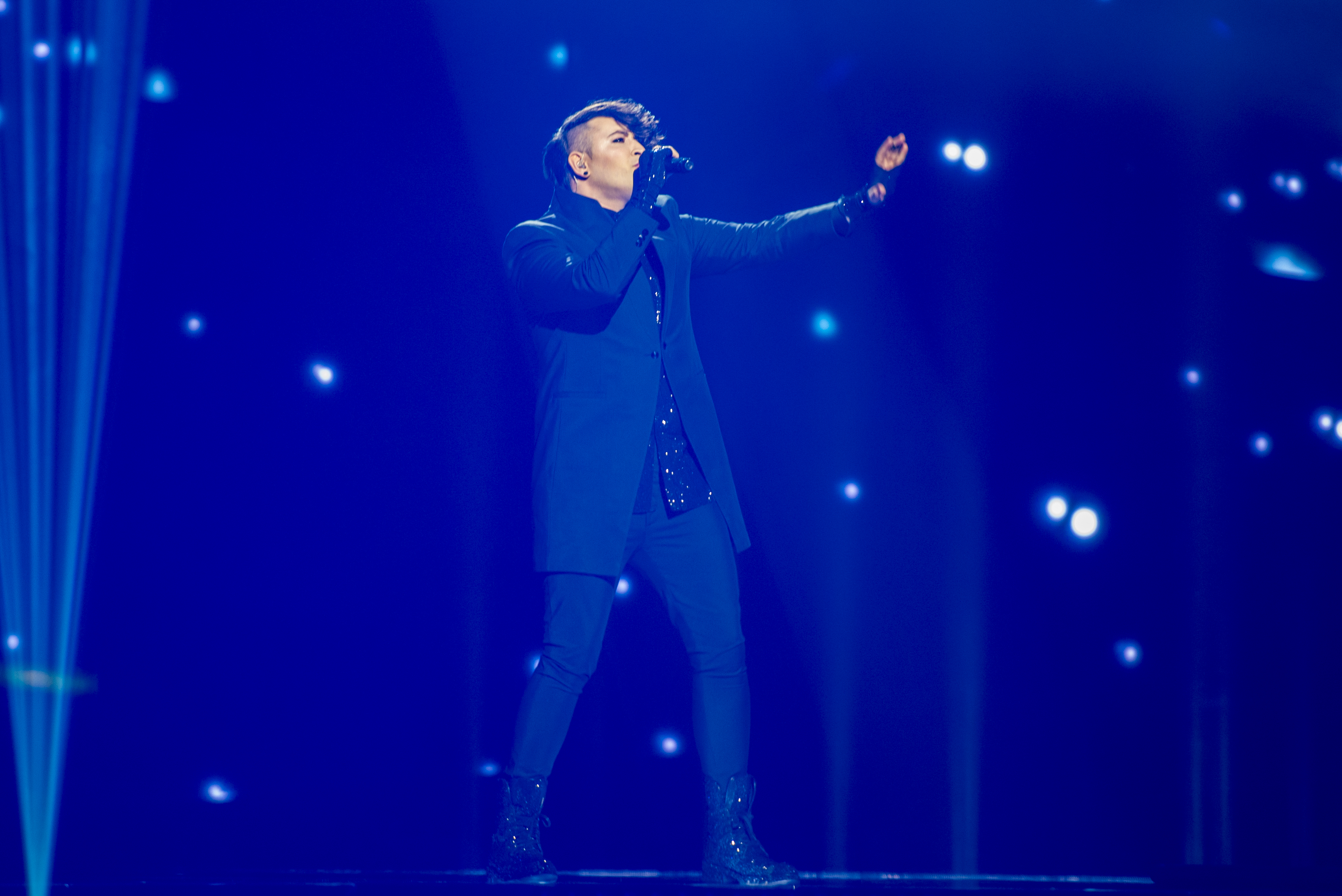
Hovi Star 2016
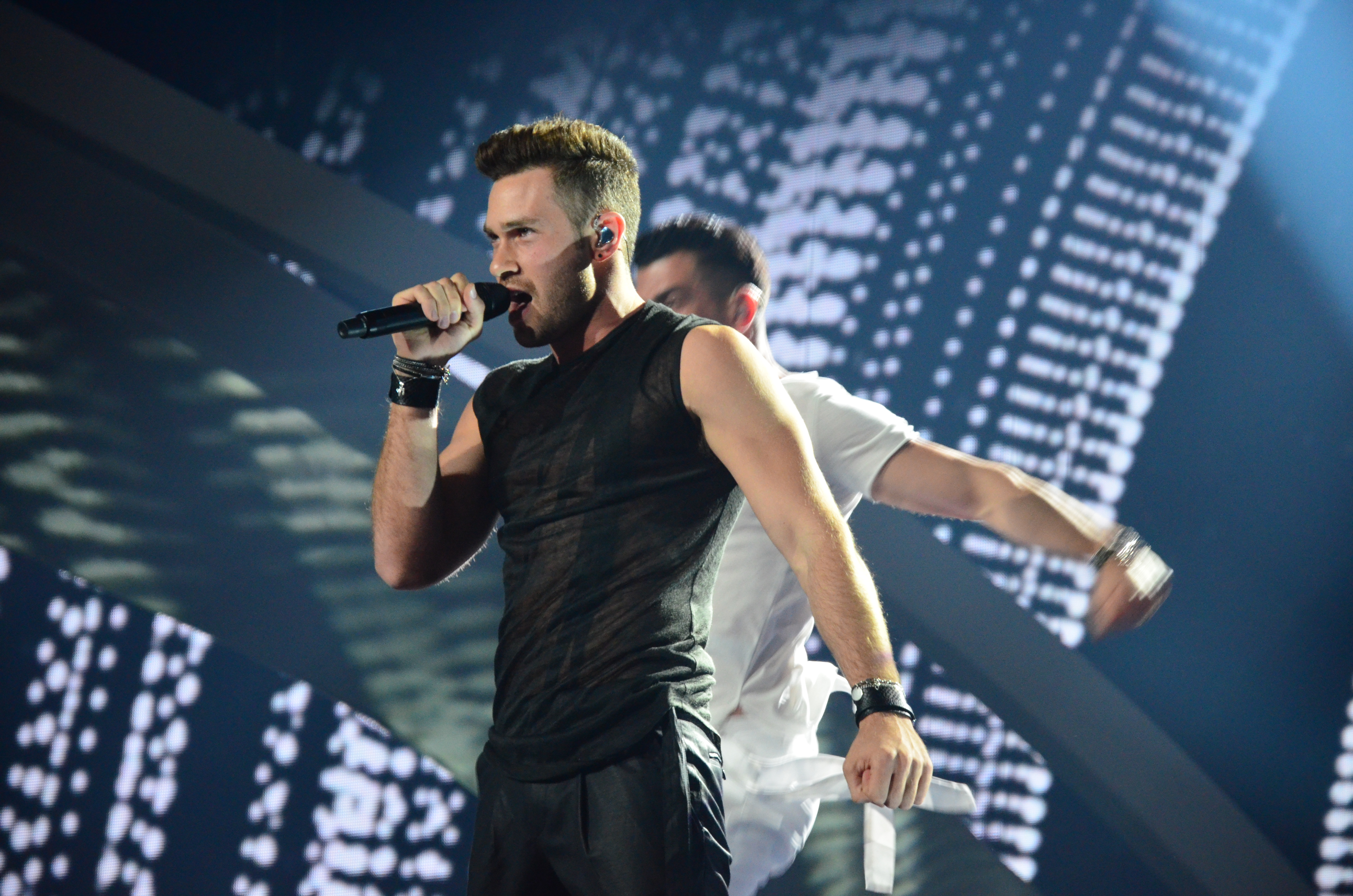
Imri 2017
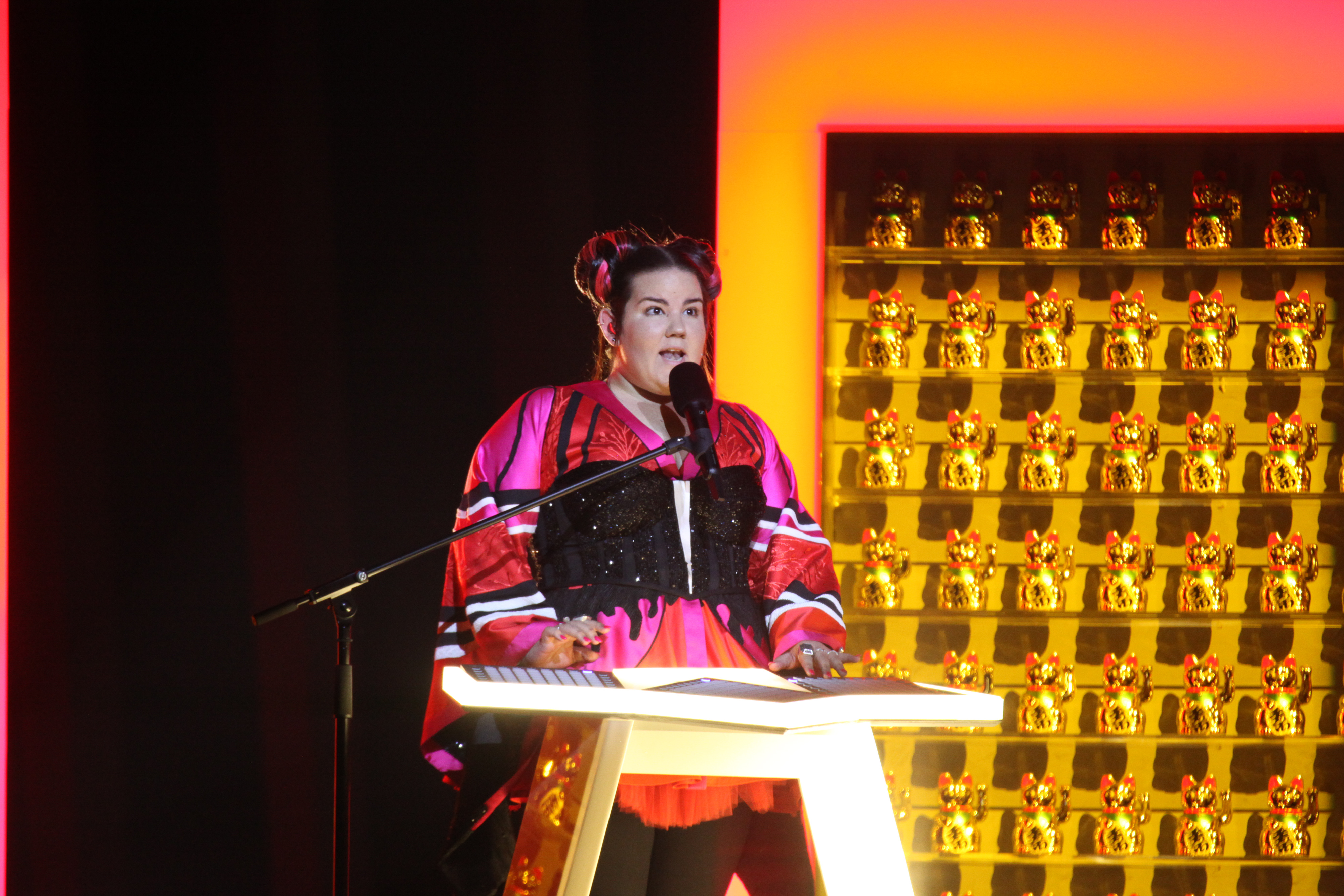
Netta 2018
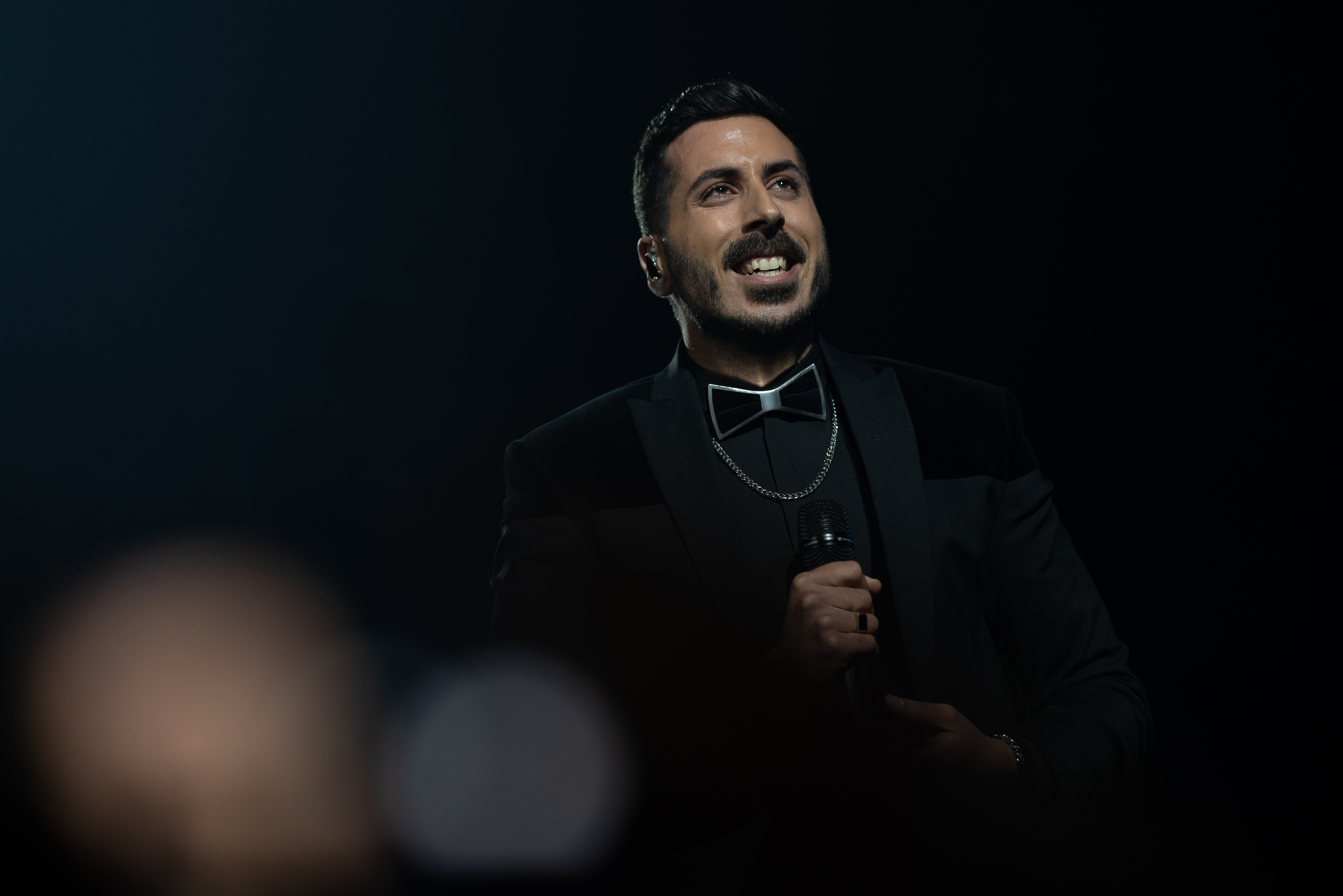
Kobi Marimi 2019
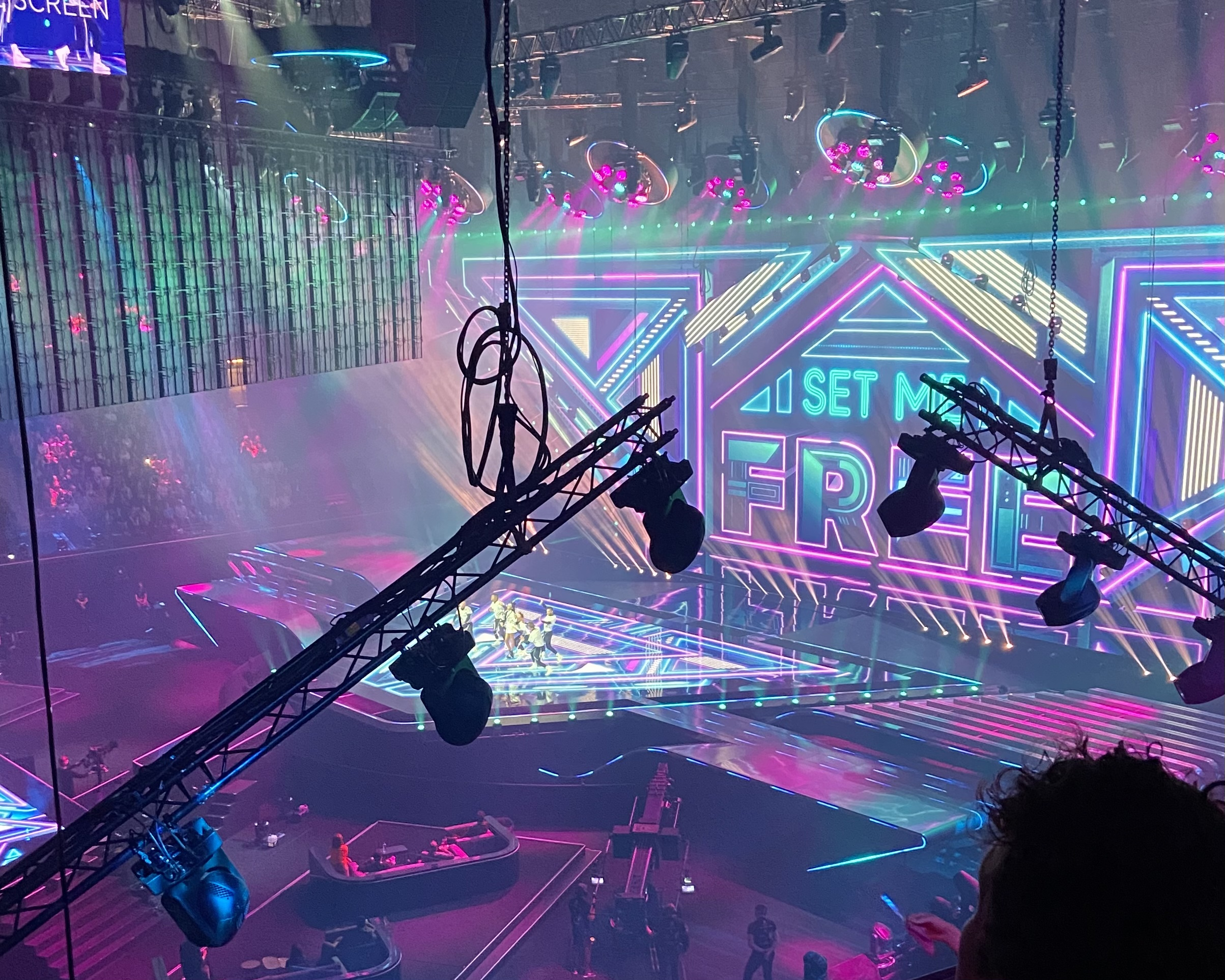
Eden Alene 2021
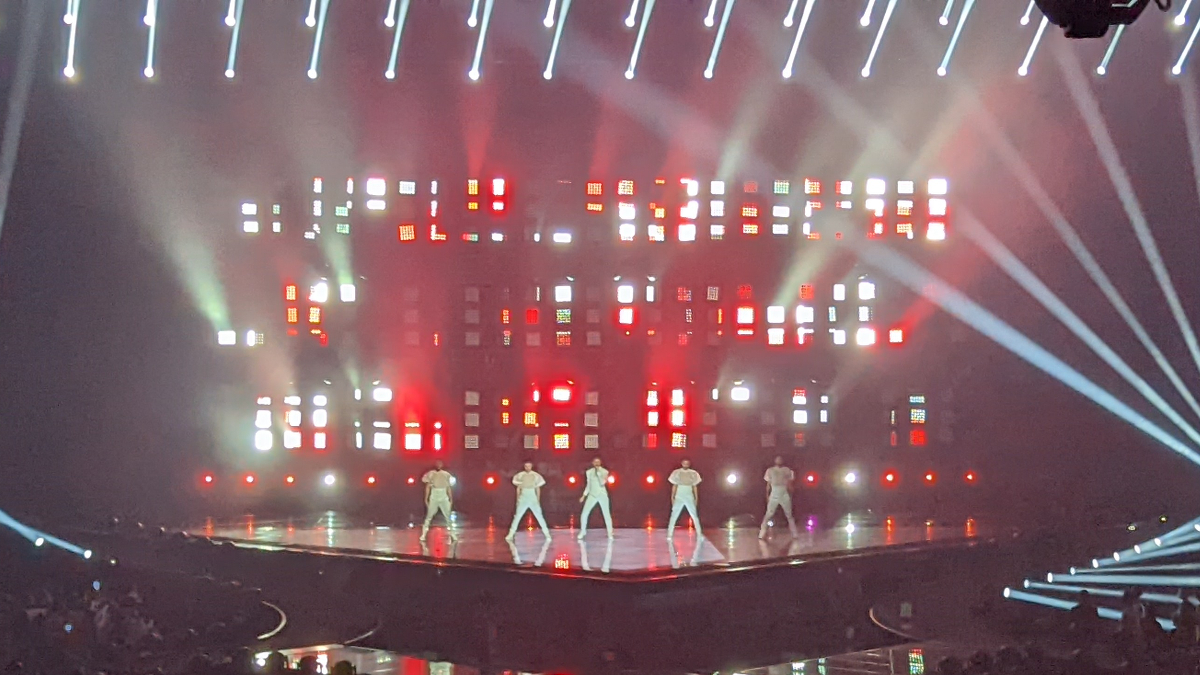
Michael Ben David 2022
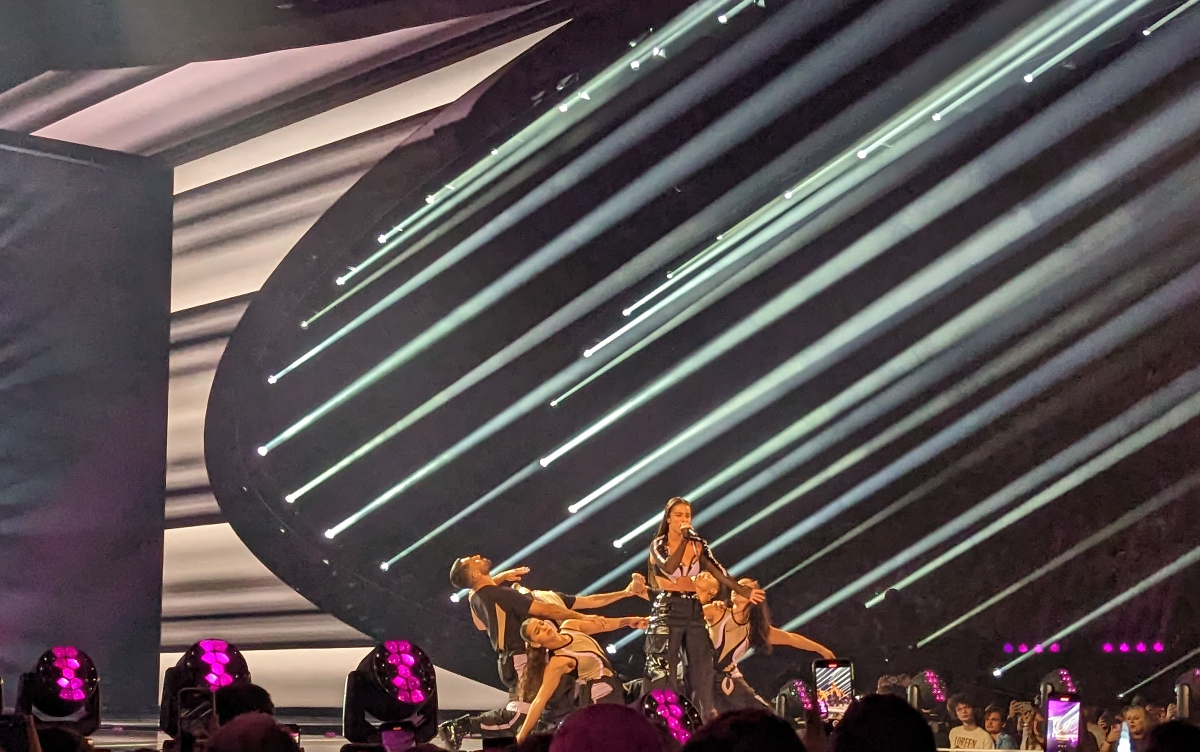
Noa Kirel 2023
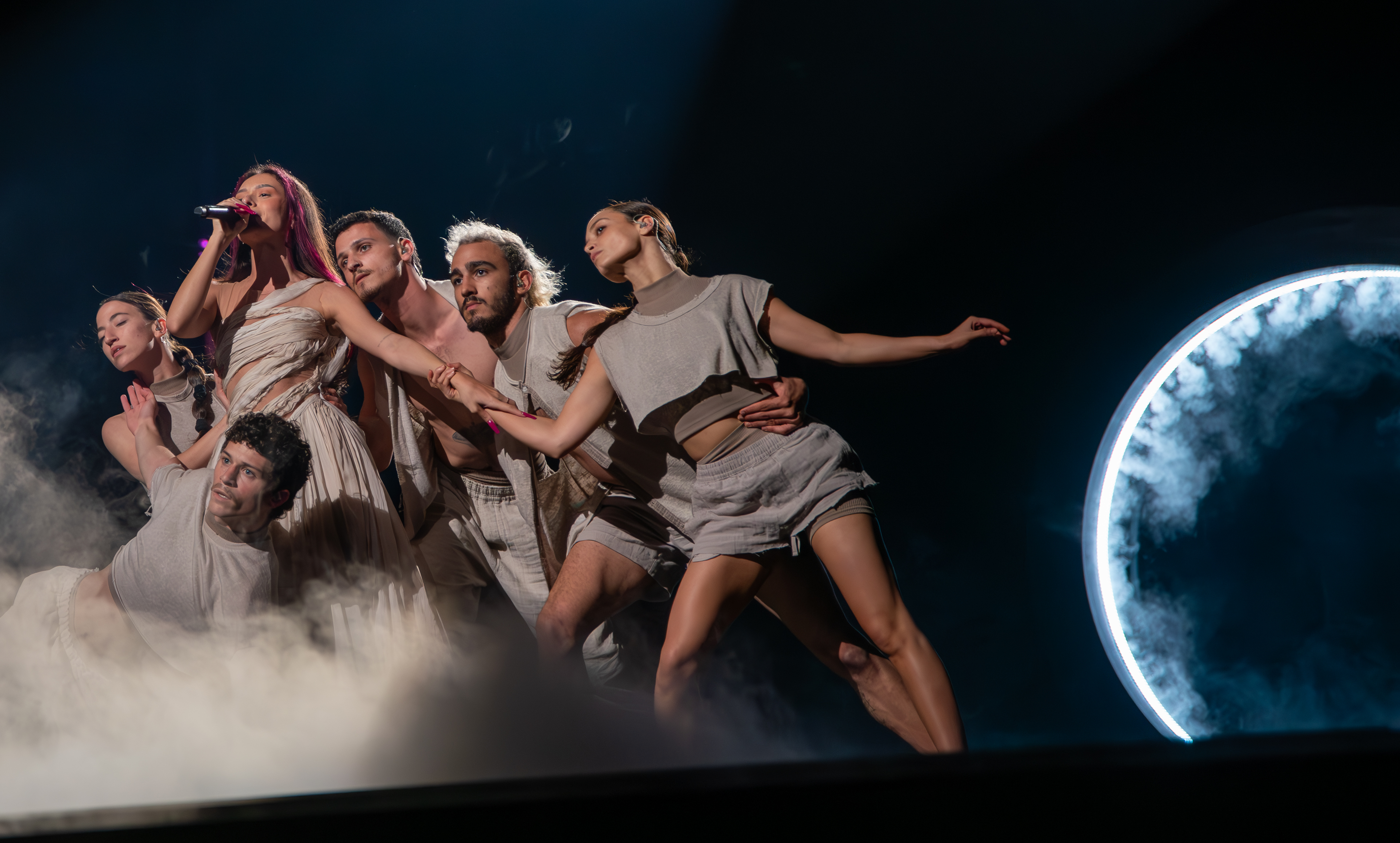
Eden Golan 2024
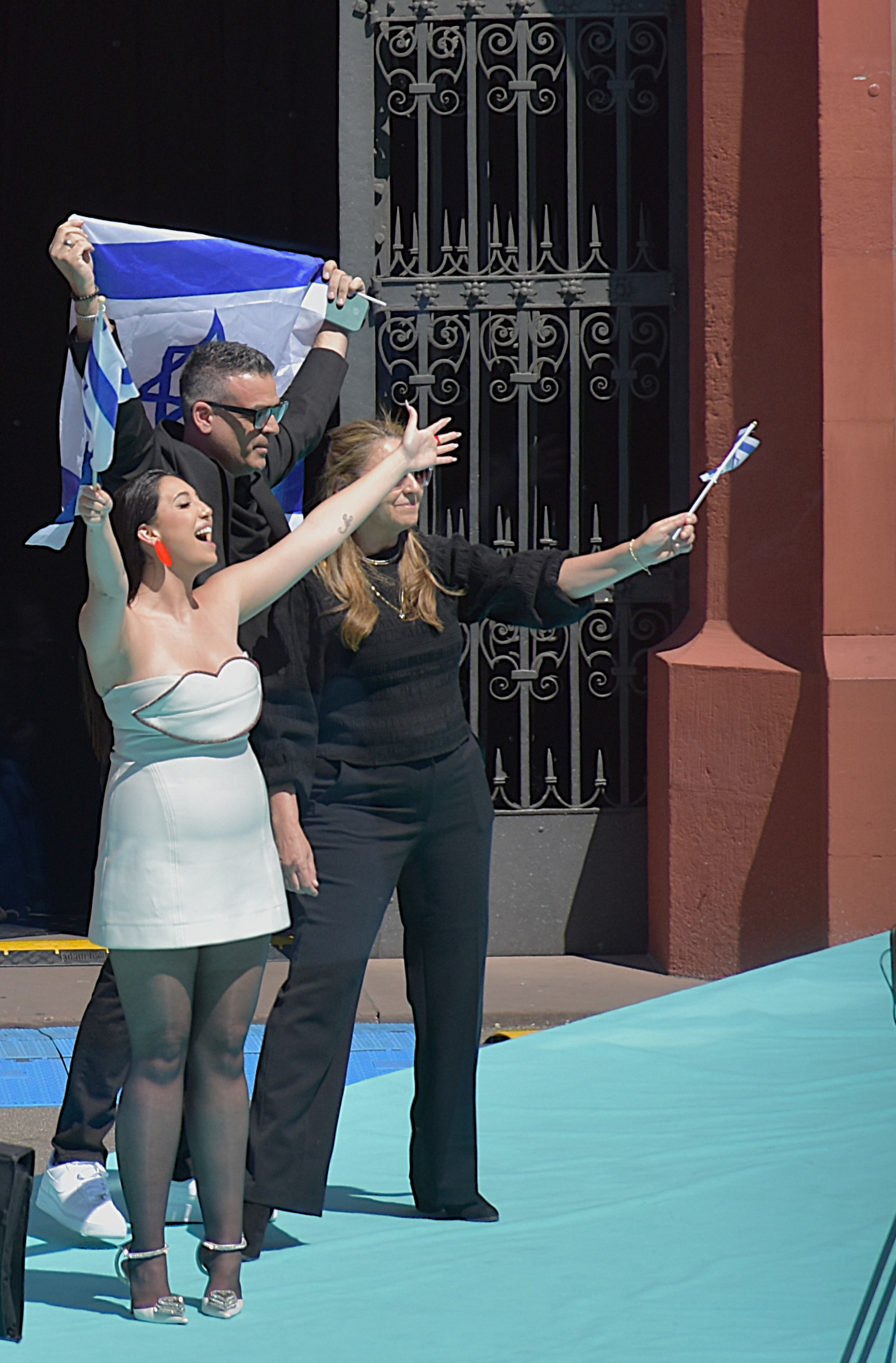
Yuval Raphael 2025